# Citroën Ami (2020)
Citroën Ami (з фр. Ami — «друг») — електромобіль французької компанії Citroën. 
Він також продається іншими брендами групи Stellantis під назвами Opel Rocks Electric та Fiat Topolino. 

## Опис

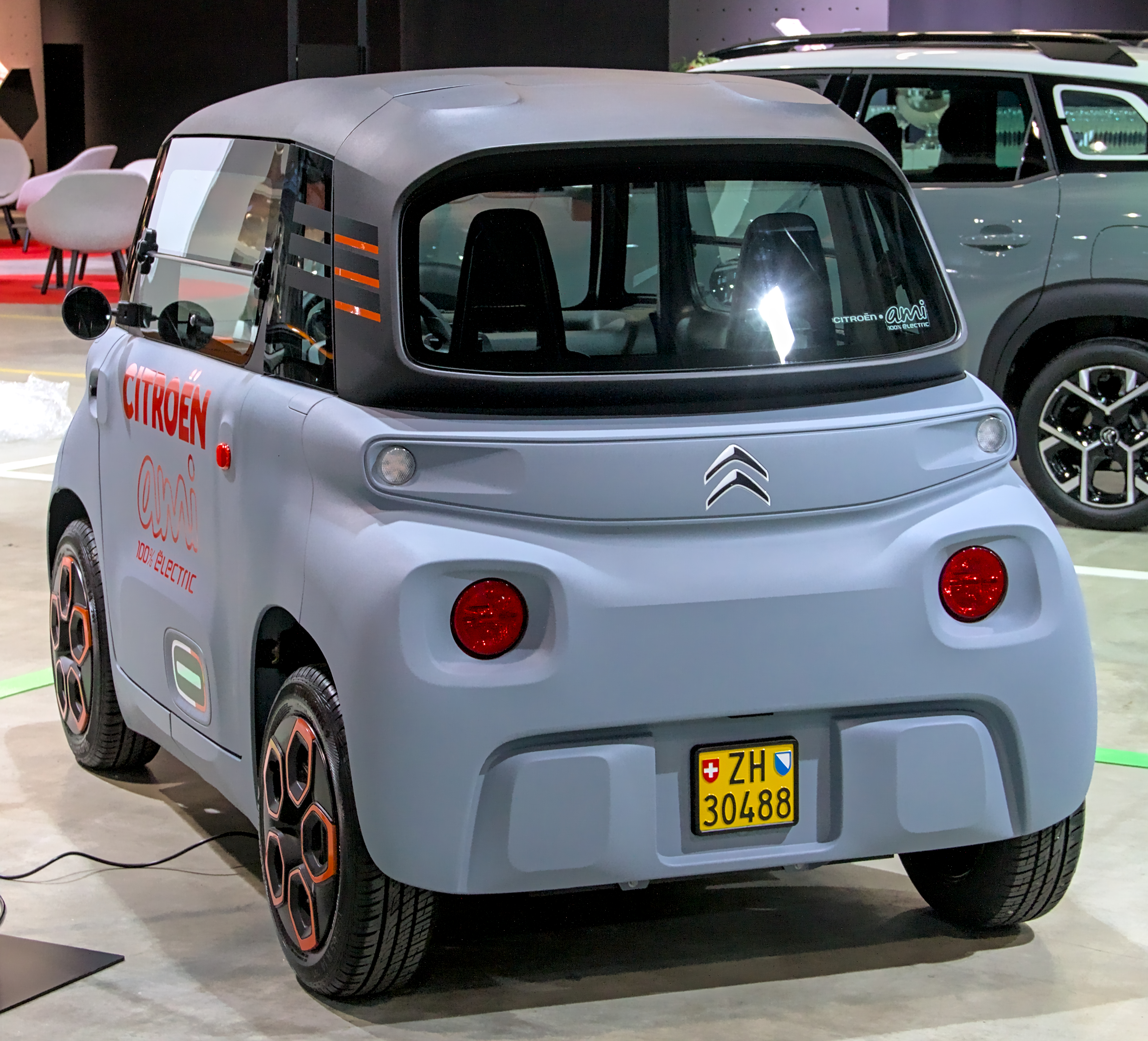
Citroën Ami (2020–2025)

У лютому 2020 року було оголошено, що Ami піде в серійне виробництво. 
Розробку серійної версії здійснювала «під ключ» французька інжинірингова фірма Capgemini Engineering (до 2021 року мала назву Altran), для якої це був перший подібного роду проєкт. 
Складання моделі було налагоджено на заводі концерну Groupe PSA в Марокко, в місті Кенітра, що було зроблено для зниження вартості виробництва. 
Презентація квадроцикла відбулася 27 лютого 2020 року в Арена Дефанс в Парижі. Продажі Ami стартували 11 травня 2020 року.

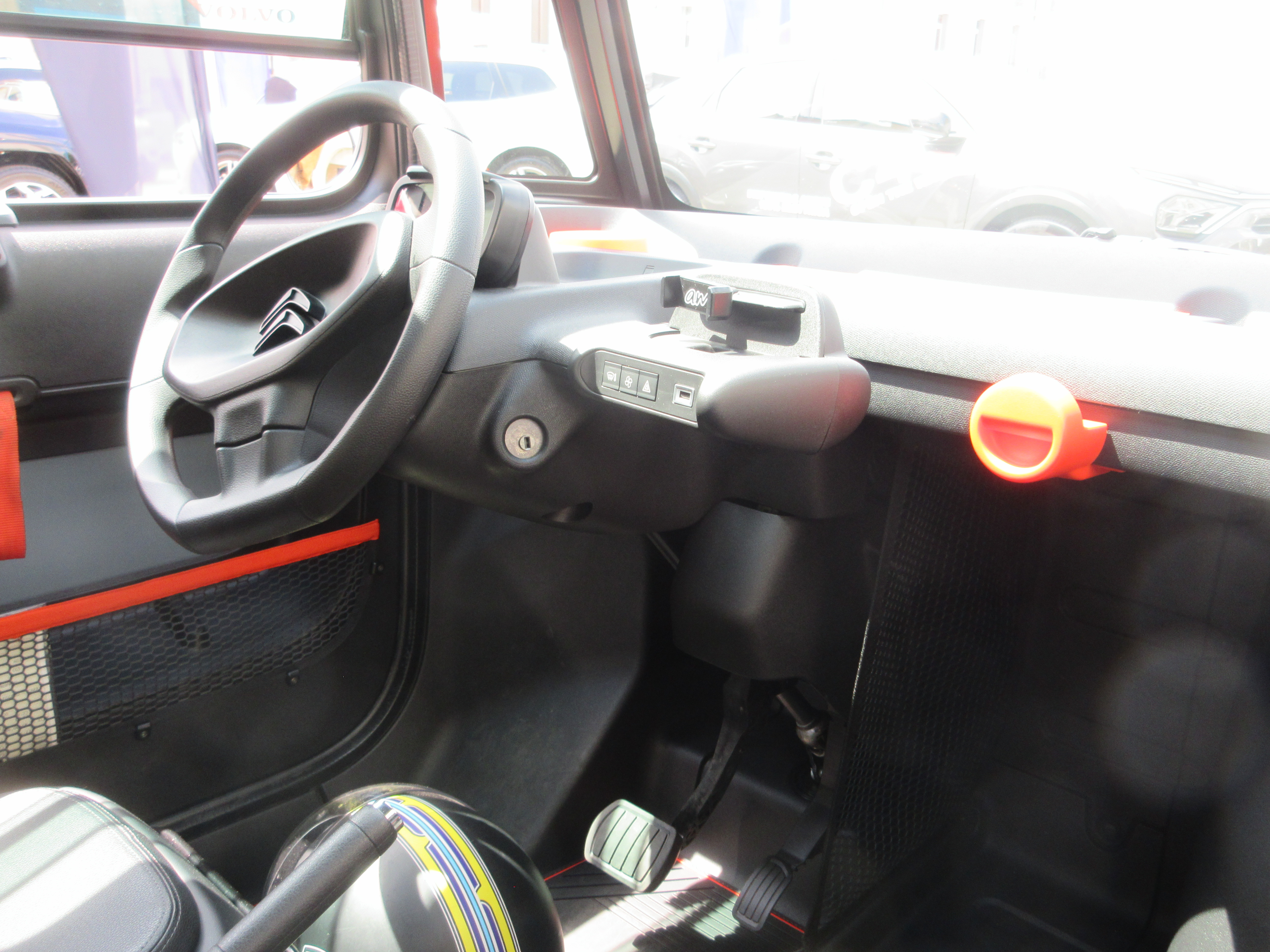

З 30 березня 2020 року Ami можна використовувати для каршерінгу в мережі Free2Move Групи PSA, орендувати або придбати онлайн або в магазинах Fnac і Darty, з якими Citroën уклав угоду про партнерство, щоб демонструвати, продавати або здавати в оренду цей квадроцикл.  
Ami можна забрати в салоні або дилерському центрі Citroën або доставити додому. 
Згідно з французькими законами, цим квадроциклом можна керувати з 14 років без водійського посвідчення.
У травні 2021 року було представлено вантажну версію квадрицикла, названу Ami Cargo. 
Модель відрізняється від стандартної відсутністю пасажирського сидіння і наявність замість нього спеціального вантажного відсіку. 
Обсяг усіх вантажних відсіків становить 400 л. Вантажопідйомність Ami Cargo становить 140 кг. 

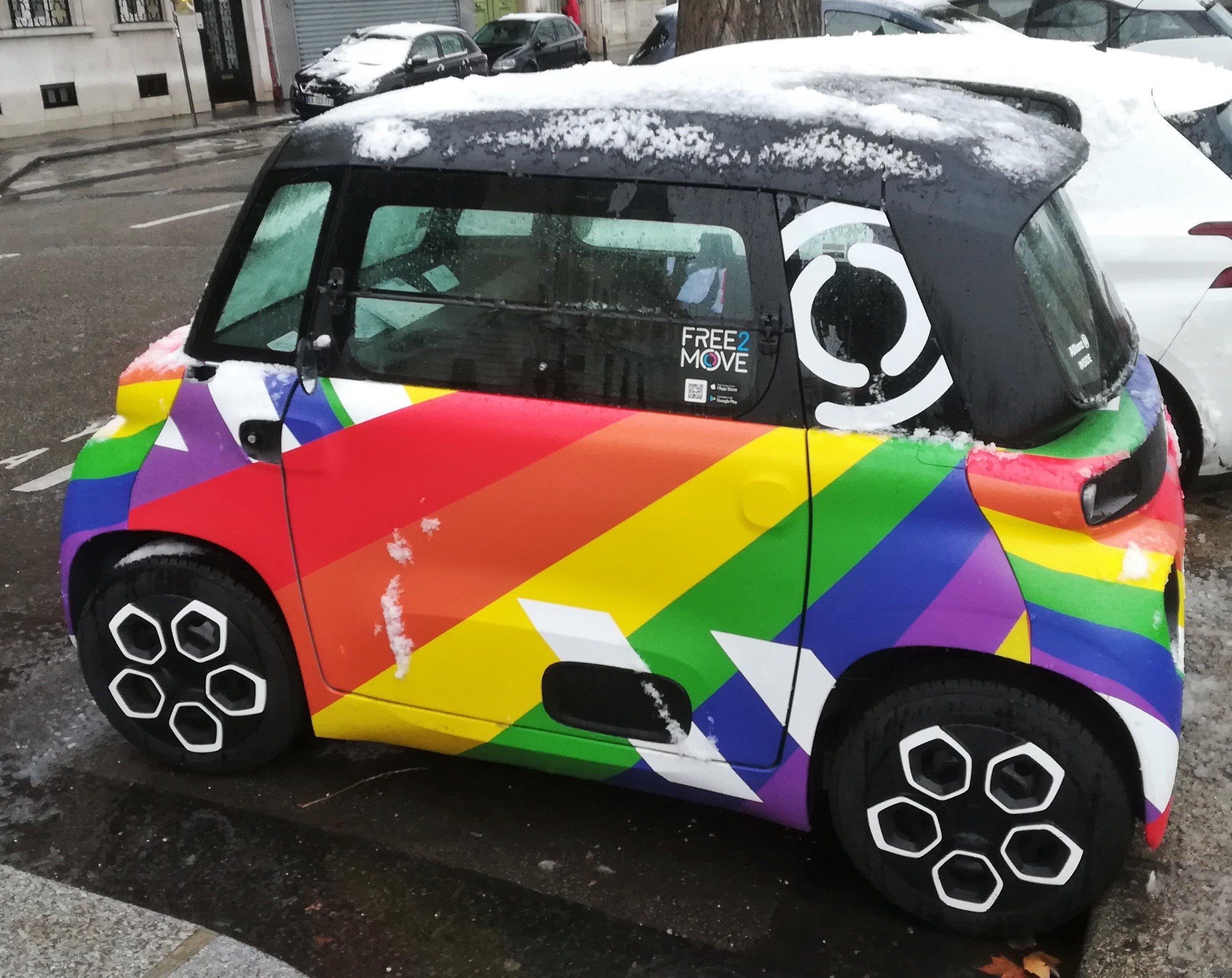
Ami, що використовується каршерінгом Free2Move

У червні 2022 року Citroën випустив лімітовану серію (50 штук) баггі My Ami Buggy, натхненну концептом My Ami Buggy.
У травні 2023 року 1000 баггі Ami другого покоління було випущено для продажу в Європі, Туреччині та Марокко.
У листопаді 2023 року з'явилося оздоблення Ami Pop, яке включає чотири легкосплавні колісні диски, чорну графічну смугу під лобовим склом, чорні секції переднього і заднього бамперів, задній спойлер і набір графічних накладок на двері і чверть панелі.
У травні 2024 року Ami оновили новим кольором (Night Sepia), а також іншими невеликими змінами, такими як перенесення кнопок вибору приводу на приладову панель під індикатором небезпеки і кріпленням для телефону.

### Рестайлінг
Рестайлінгова версія Ami була представлена 14 жовтня 2024 року на Паризькому автосалоні. 
Дизайн став більш рельєфним, а розташування фар і протитуманних фар змінилося на протилежне.

## Opel Rocks Electric і Fiat Topolino
У серпні 2021 року німецька компанія Opel представила версію квадроцикла під своїм брендом. Модель отримала назву Opel Rocks-e. Відмінності від оригіналу мінімальні і полягають лише в інших логотипах та колісних дисках. Незважаючи на такі зміни, ціна моделі сильно підвищилася і становить 7000 євро. 
У Німеччині Ami не продається, тому керівництво концерну Stellantis, куди входять зокрема Citroën і Opel, ухвалило рішення продавати модель під місцевим брендом. 
На відміну від Франції, в Німеччині цією моделлю можна керувати з 15 років за наявності водійських прав категорії AM. 
У квітні 2022 року було представлено вантажну версію моделі, названу Rocks-e Kargo. 
У січні 2023 року на офіційному сайті Opel у Німеччині автомобіль було перейменовано: тепер квадроцикл від Opel називається Rocks Electric.
У квітні 2022 року італійська компанія Fiat, що також входить до концерну Stellantis, оголосила про «відродження» своєї моделі Topolino (з італ. topolino - мишеня) у вигляді невеликого електромобіля (за планами компанії, до 2027 року вона має відмовитися від автомобілів із ДВЗ повністю). 
Уже тоді стало відомо, що це буде друга (після Opel) перелицьована версія Citroën Ami. Назву новий Topolino отримав від оригінального Fiat 500 Topolino, який був поставлений на конвеєр у 1936 році і випускався до 1955 року. 
Перша фотографія нового автомобіля була опублікована 31 травня 2023 року. На ній видно електромобіль спереду. 
Його передня частина нагадує таку у Fiat 500, який випускався в 1957-1975 роках.
Збірка Topolino здійснюється також у Марокко. 
Цільовою аудиторією Topolino називаються молодь, сім'ї та жителі мегаполісу, які віддають перевагу компактним і екологічно чистим автомобілям. 
Згідно з попередніми неофіційними даними, технічна частина італійського автомобіля залишилася незмінною. 
3 червня 2023 року було опубліковано бекстейдж-відео, в якому електромобіль можна було побачити з різних ракурсів.
Версія Dolcevita має брезентовий дах та мотузки замість дверей.
  

У 2025 році Fiat випустив колекційне видання Topolino Vilebrequin, серед іншого, з вбудованим душем. 

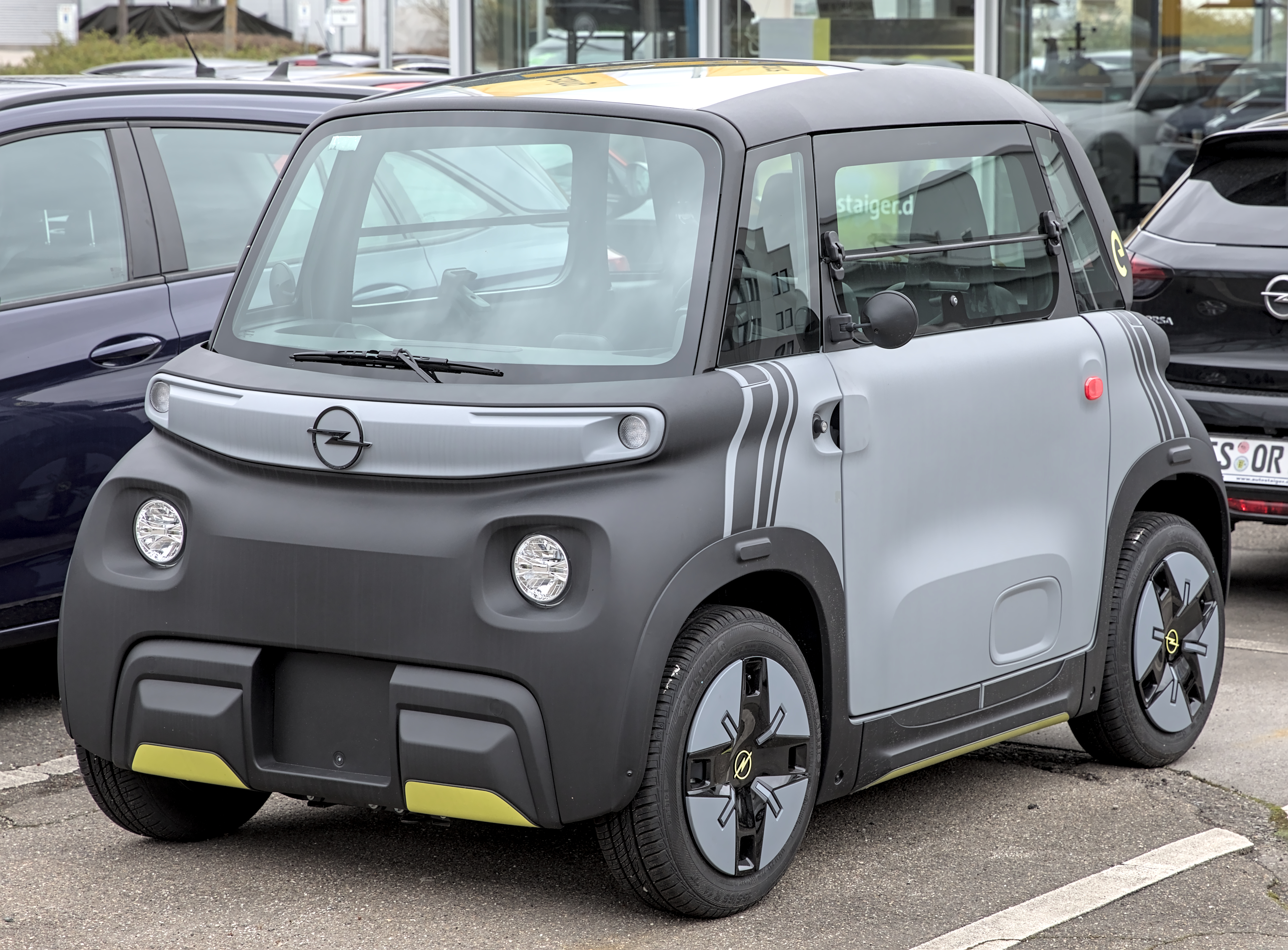
Opel Rocks Electric
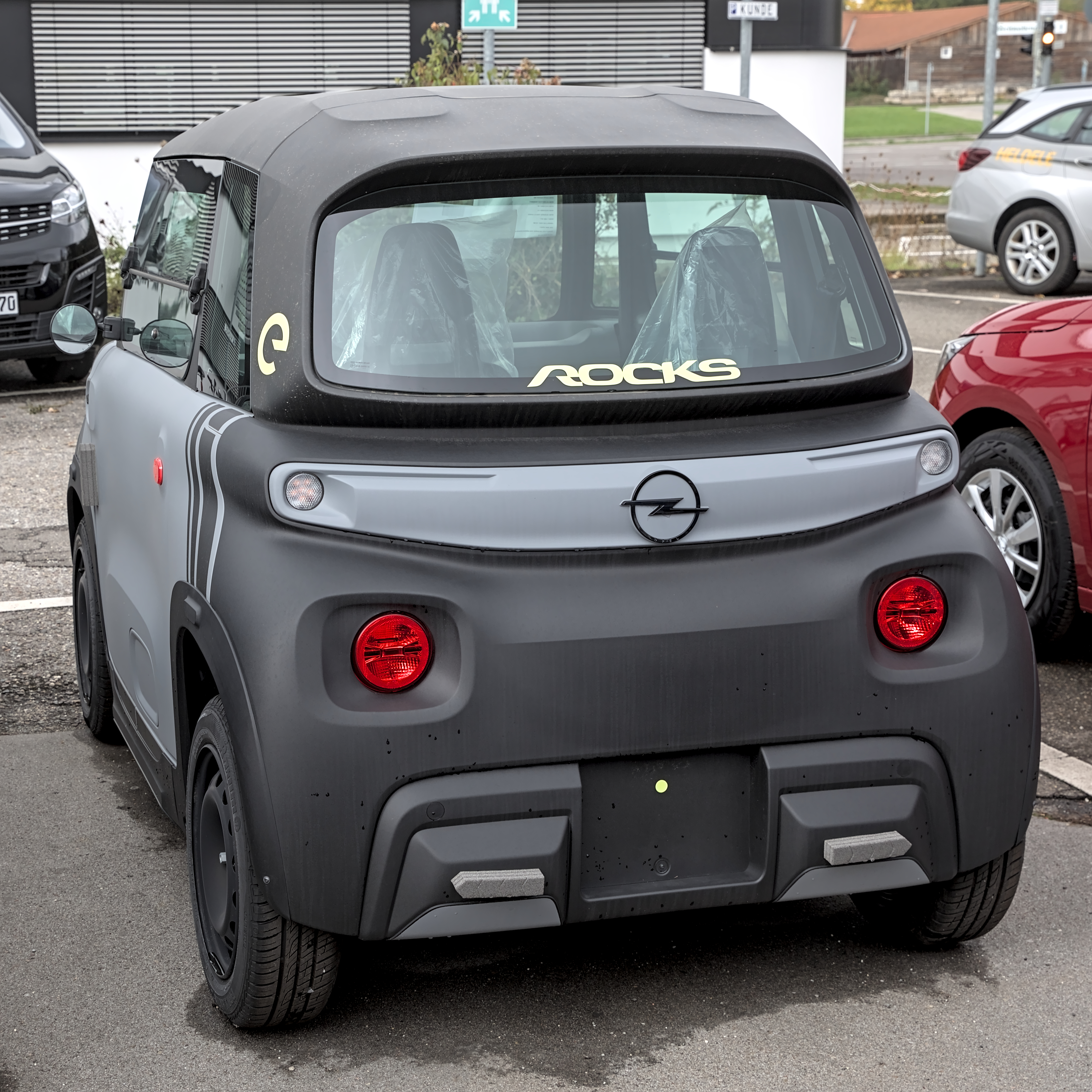
Вид ззаду (Rocks Electric)
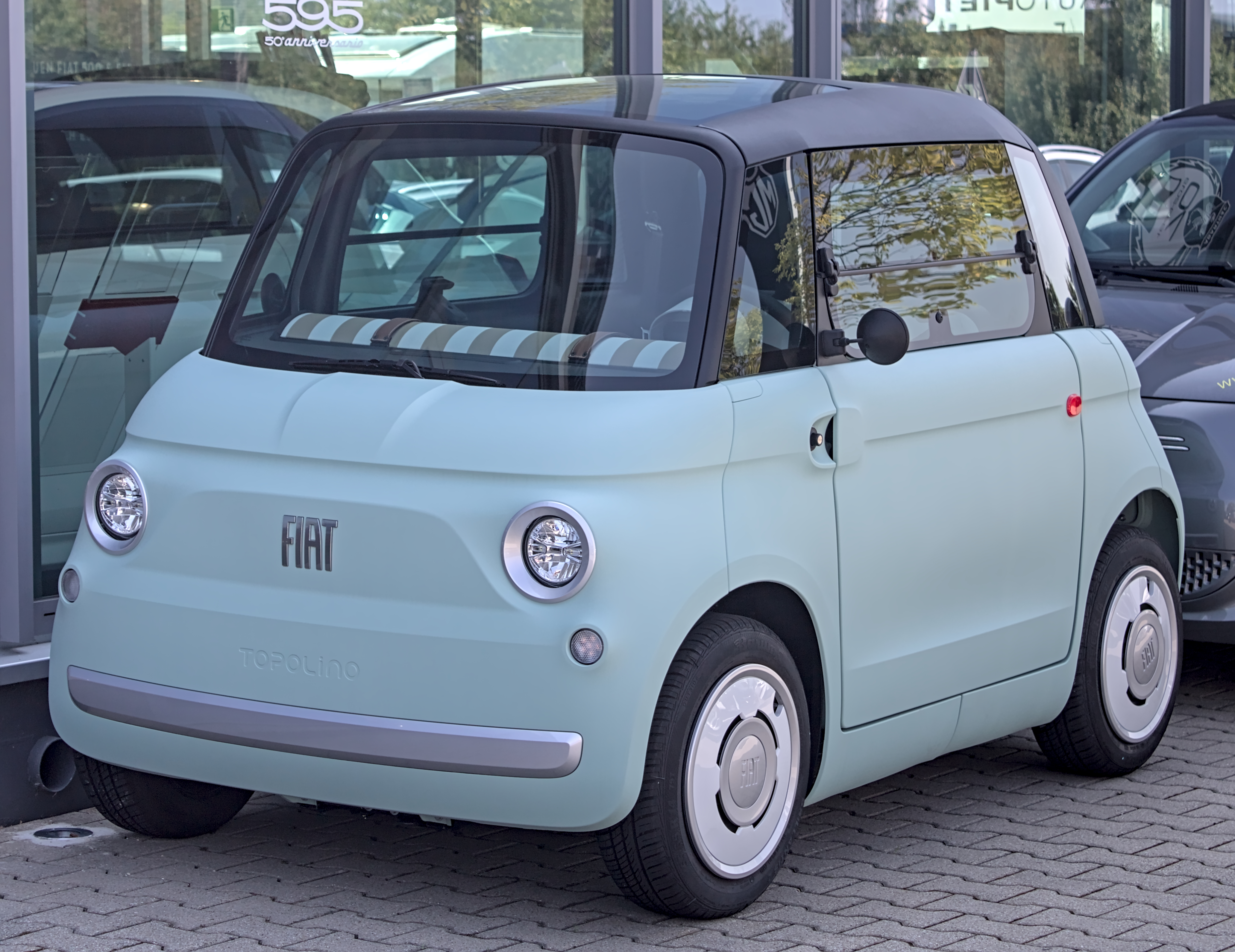
Fiat Topolino
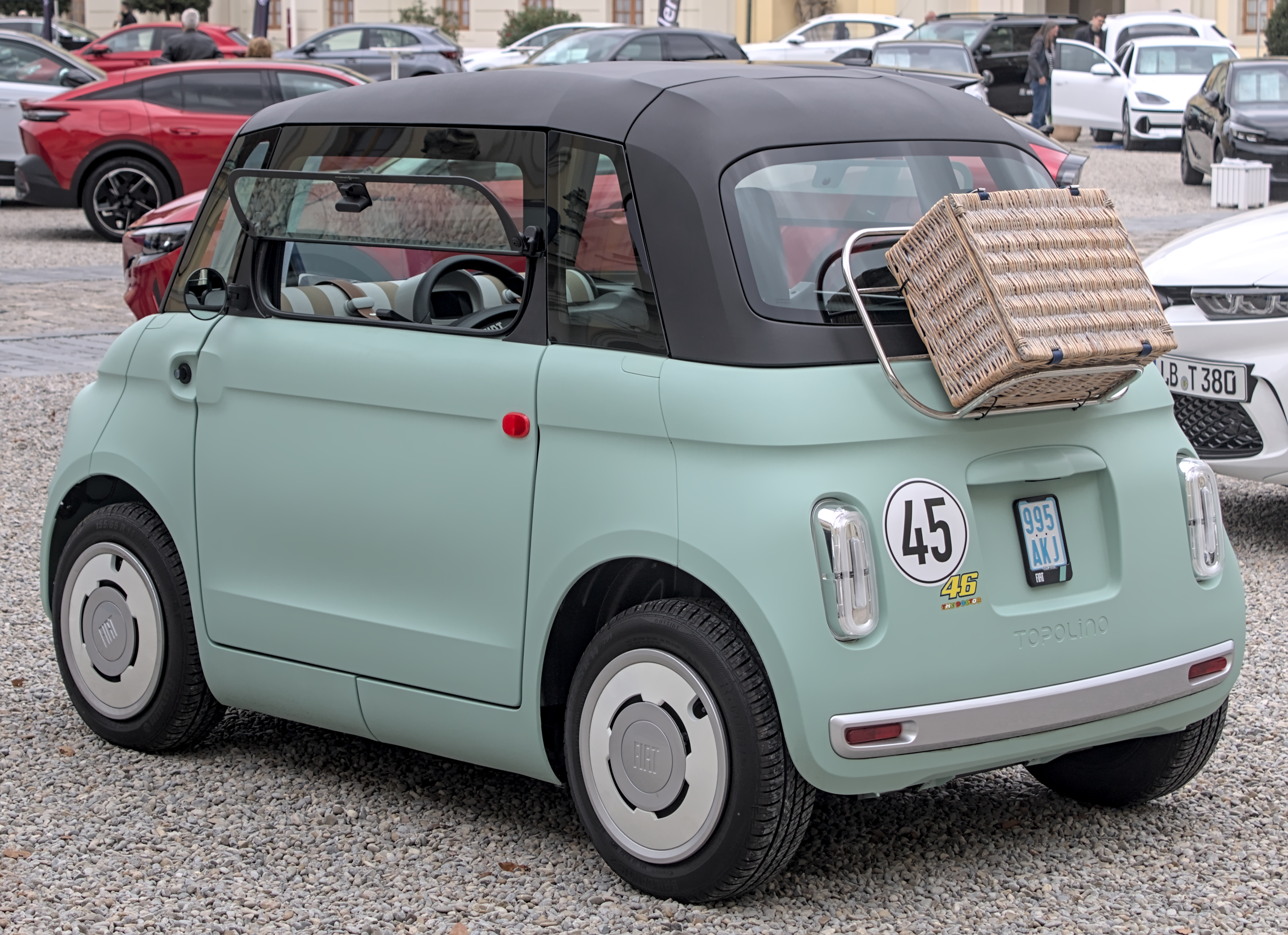
Вид ззаду (Topolino)
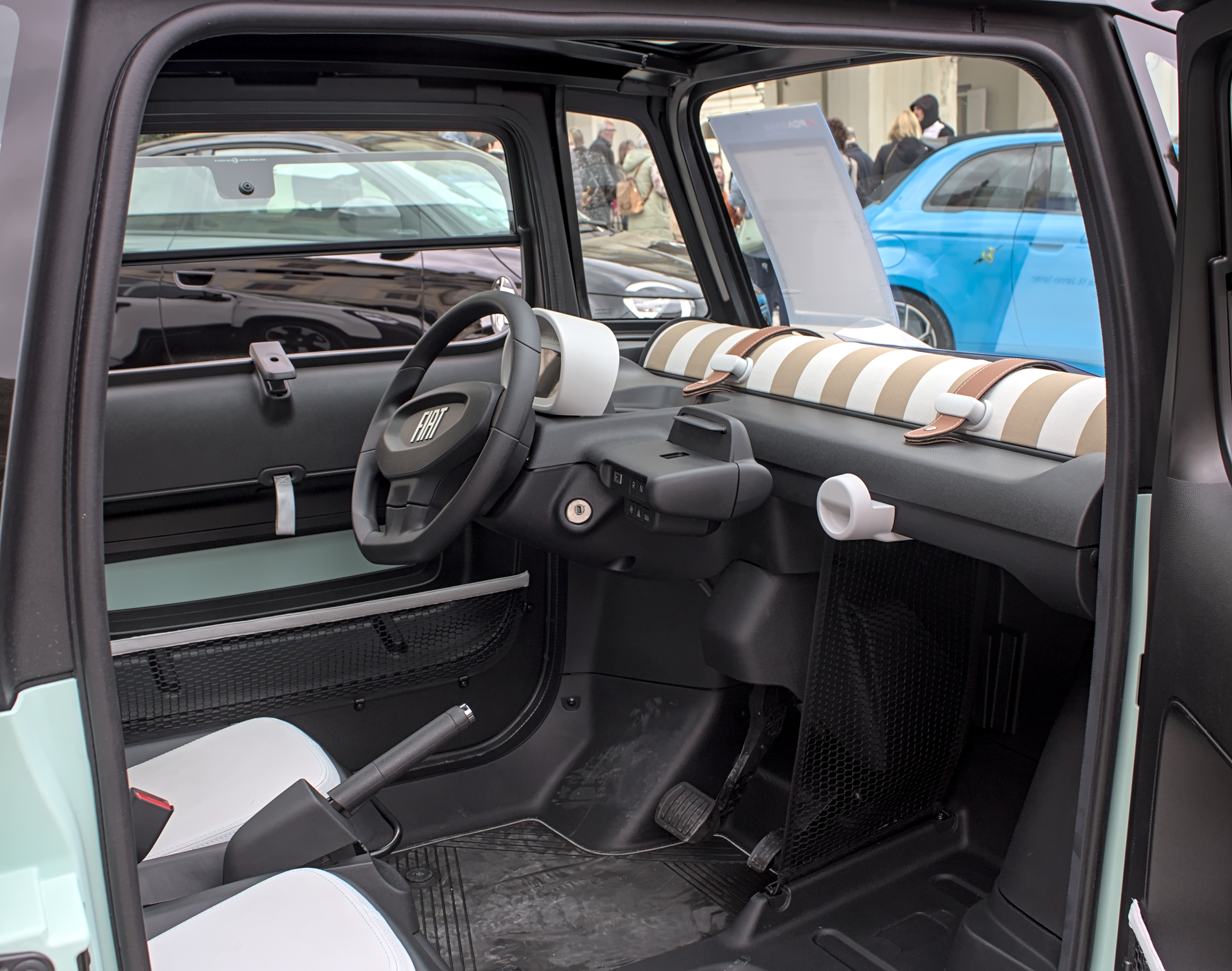
Інтер’єр (Topolino)

## Дизайн і конструкція
Серійна модель була сильно спрощена і здешевлена порівняно з концептом, успадкувавши від нього симетрію передньої і задньої частин, а також однакові двері.  
У салоні, замість футуристичних кольорових крісел, встановлено два звичайних, причому водійське закріплено і його не можна зрушити. 
Кермо має традиційну круглу форму, а праворуч від нього розташована док-станція для смартфона. За сидіннями і перед пасажиром знаходяться місця для багажу.  
У задньому правому крилі розташований роз'єм для зарядних пристроїв. 
Дах моделі панорамний.

## Технічні характеристики
Будучи легким квадроциклом, модель має невеликі габарити: довжина становить 2410 мм, ширина - 1390 мм, а висота - 1520 мм. Маса моделі становить 485 кг. 
Згідно з британським виданням «Car», діаметр розвороту становить 7,2 м.
Citroën Ami комплектується електродвигуном потужністю всього 6 кВт (8 к.с.). 
Запас ходу - 70 км, ємність літій-іонного акумулятора становить 5,5 кВг. Якщо використовувати звичайну розетку напругою 220 вольт, то повністю зарядити квадроцикл можна за 3 години.
|                                   | Citroën Ami. |
| --------------------------------- | ------------ |
| Максимальна потужність к.с. (кВт) | 8 (6)        |
| Максимальний крутний момент (Нм)  | 40           |
| Максимальна швидкість (км/год)    | 45           |
| Маса (кг)                         | 485          |
| Автономність (WLTP) (км)          | 75           |
| Батарея                           |              |
| Тип                               | Літій-іонна  |
| Загальна потужність (кВт год)     | 5,35         |
| Потужність (Ач)                   | 120          |
| Час зарядки                       |              |
| Через домашню розетку             | 3 години     |
| Розміри                           |              |
| Довжина (мм)                      | 2410         |
| Ширина (мм)                       | 1390         |
| Висота (мм)                       | 1525         |
| Радіус повороту (м)               | 7,2          |
| Навантаження (кг)                 | 140          |

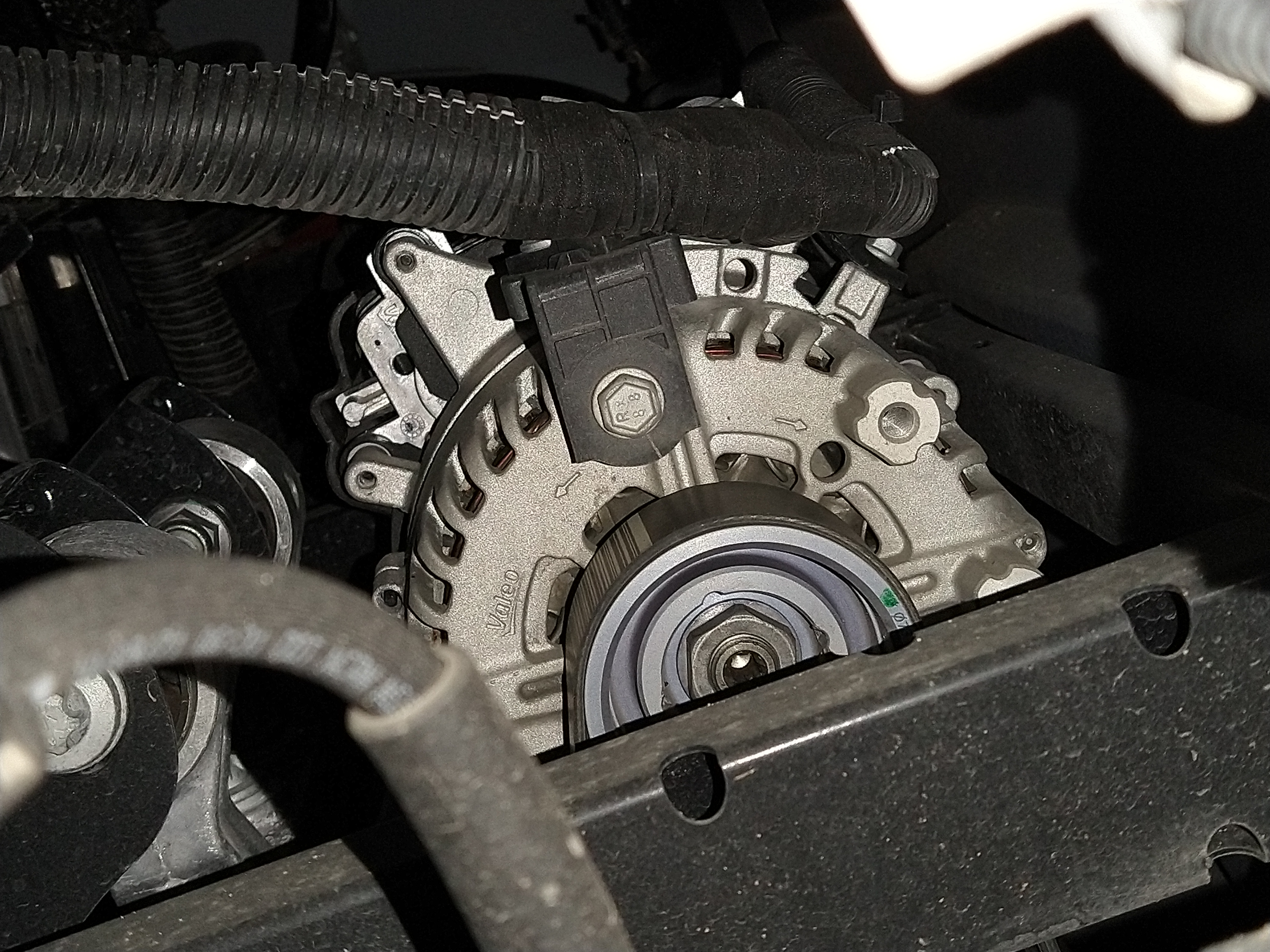
Електродвигун
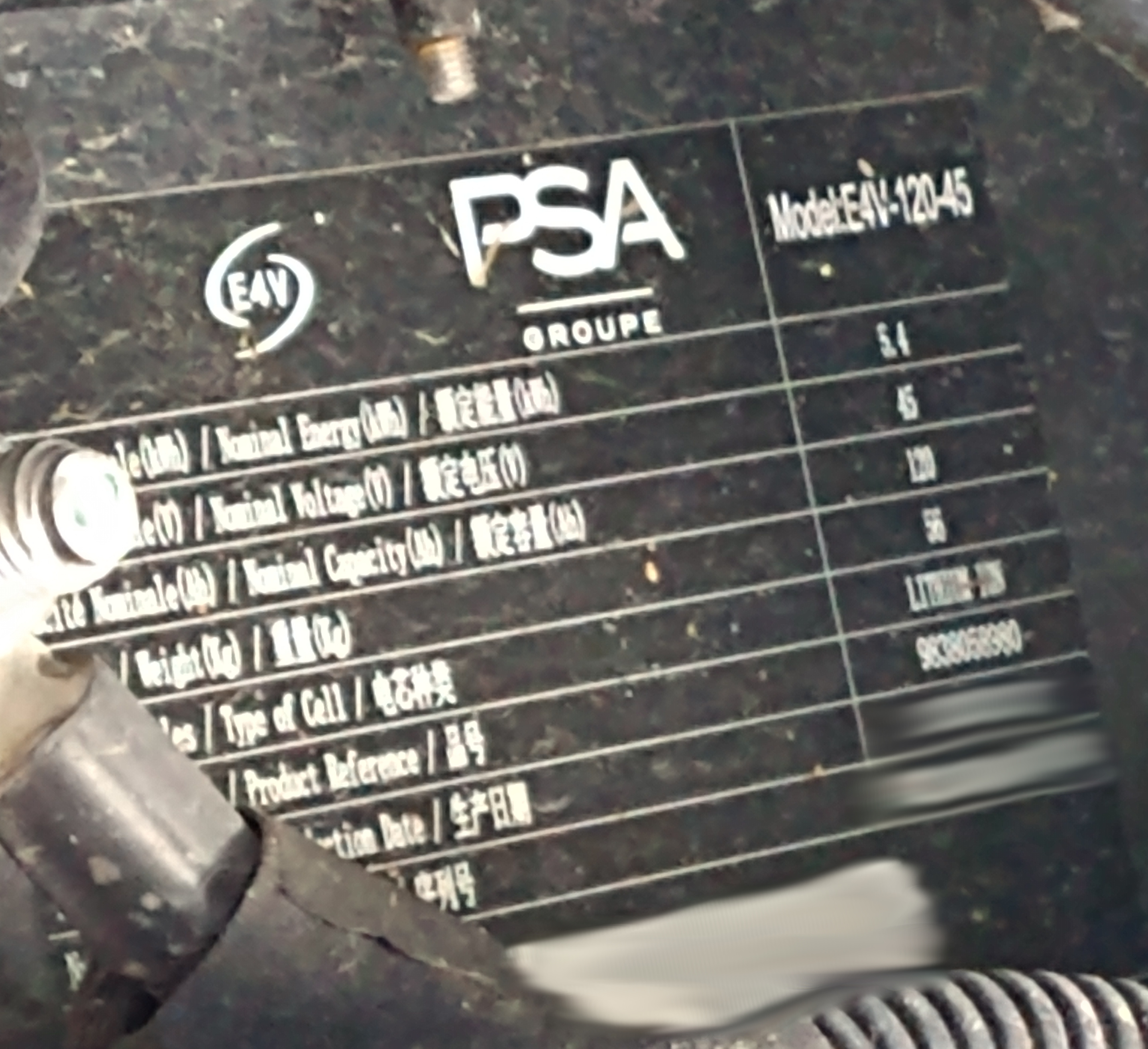
Основна акумуляторна батарея
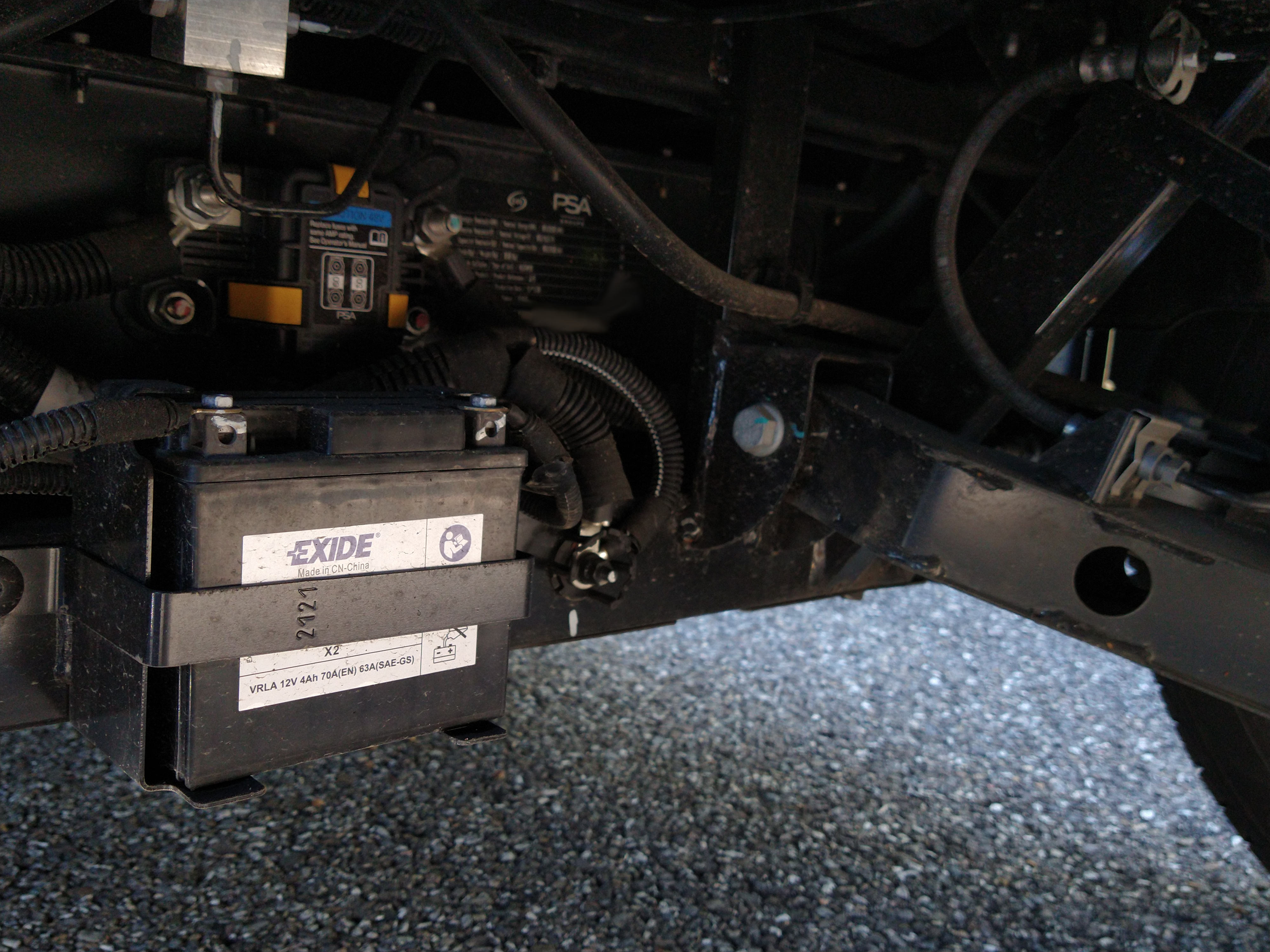
Друга акумуляторна батарея
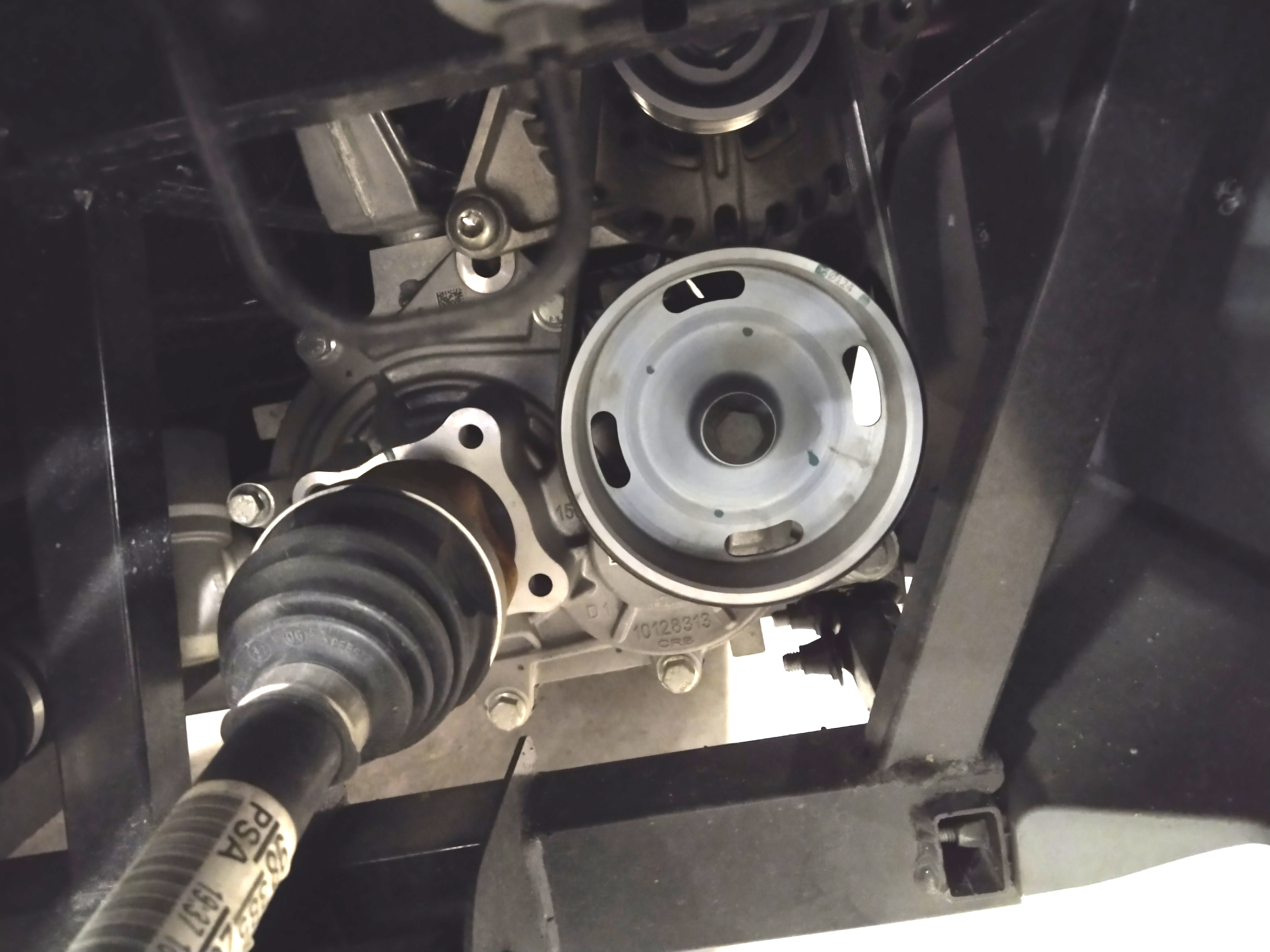
Привідний вал
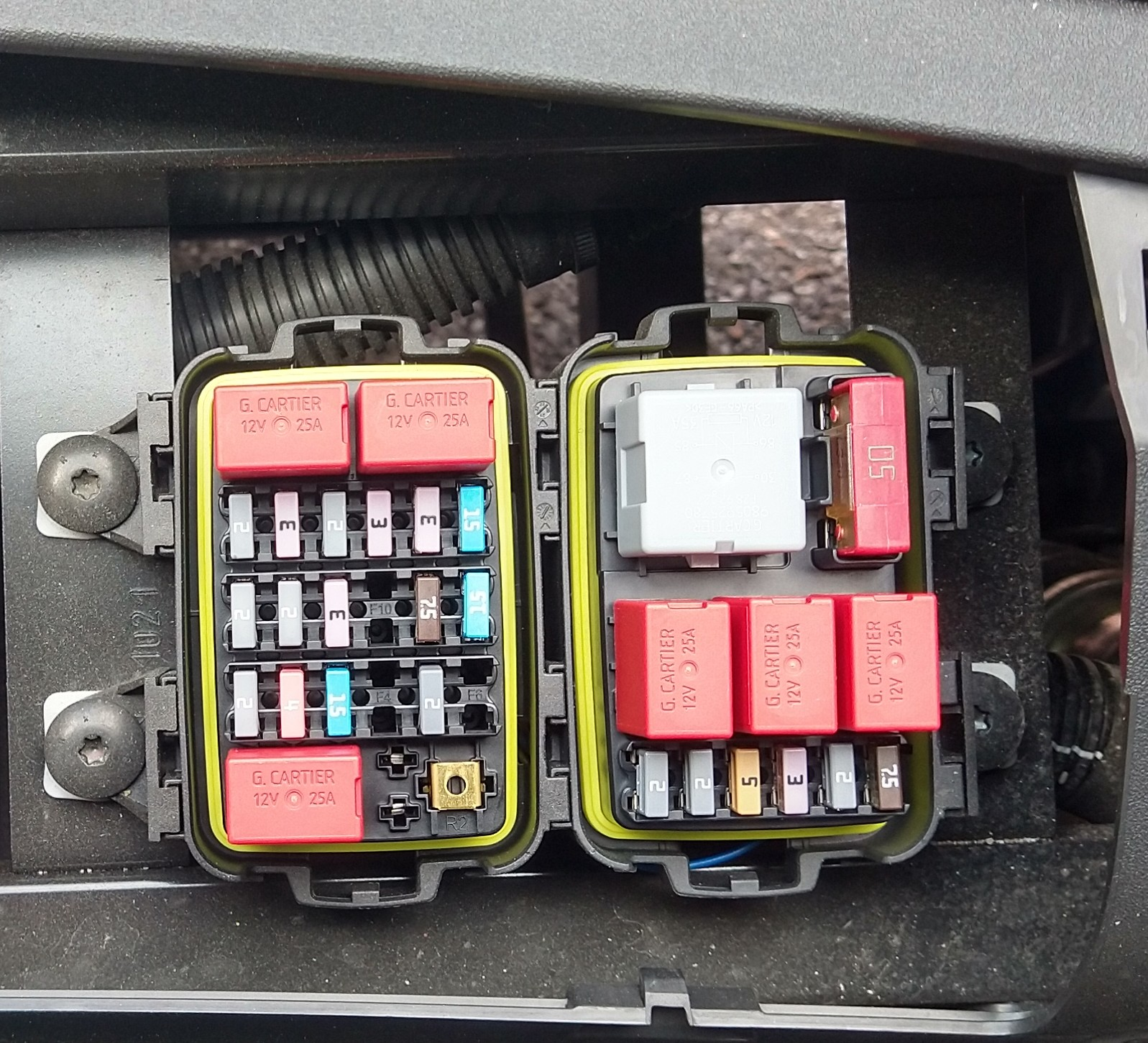
Запобіжники
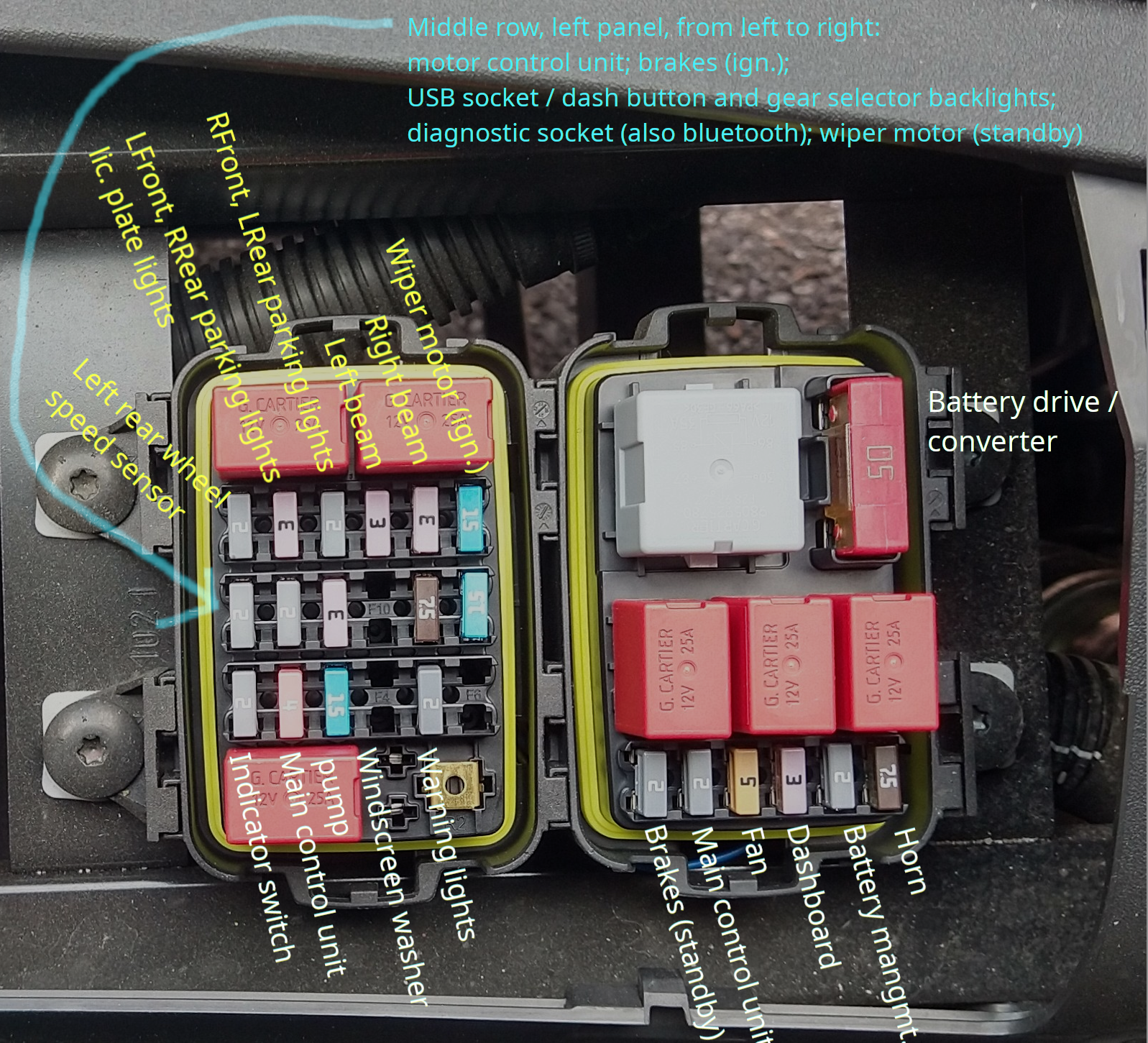

## Механізми
Він оснащений підвіскою Pseudo McPherson спереду і м'якою задньою віссю. Спереду встановлені дискові гальма, ззаду - барабанні. Оснащений шинами 155/65R14.

## Огляди та оцінки
Британське видання «Car» протестувало Ami у квітні 2021 року. Було оцінено просторий салон із високою посадкою, хороший огляд зсередини і хорошу керованість. Єдиний знайдений мінус - шум двигуна після досягнення швидкості 40 км/год.
Французьке видання «Auto Plus» у січні 2022 року зробило огляд на вантажну версію Ami Cargo, виявивши безліч недоліків для працівників сфери доставки: відсутність блокування дверей, салонного освітлення і можливості швидкого заряджання квадроцикла, а також незручні сидіння. Проте головним плюсом також було відзначено маневреність, що дає змогу з комфортом їздити містом.
Що стосується оцінок, то видання «Top Gear» дало квадрициклу оцінку 9 з 10 балів, а видання «Auto Express» - 3 з 5 балів. Від видання «Auto Express» квадроцикл отримав у 2021 році нагороду «Technology Award».

## Відкличні кампанії
У лютому 2021 року було відкликано всі квадроцикли, випущені до цієї дати. Причина відкликання - проблеми з герметизацією, можливими проблемами під час відчинення та зачинення дверей, надійністю зварювання днища кузова, гальмівною системою та датчиком ручного гальма. Citroën офіційно назвав відкликання «кампанією з модернізації».

## Комплектації

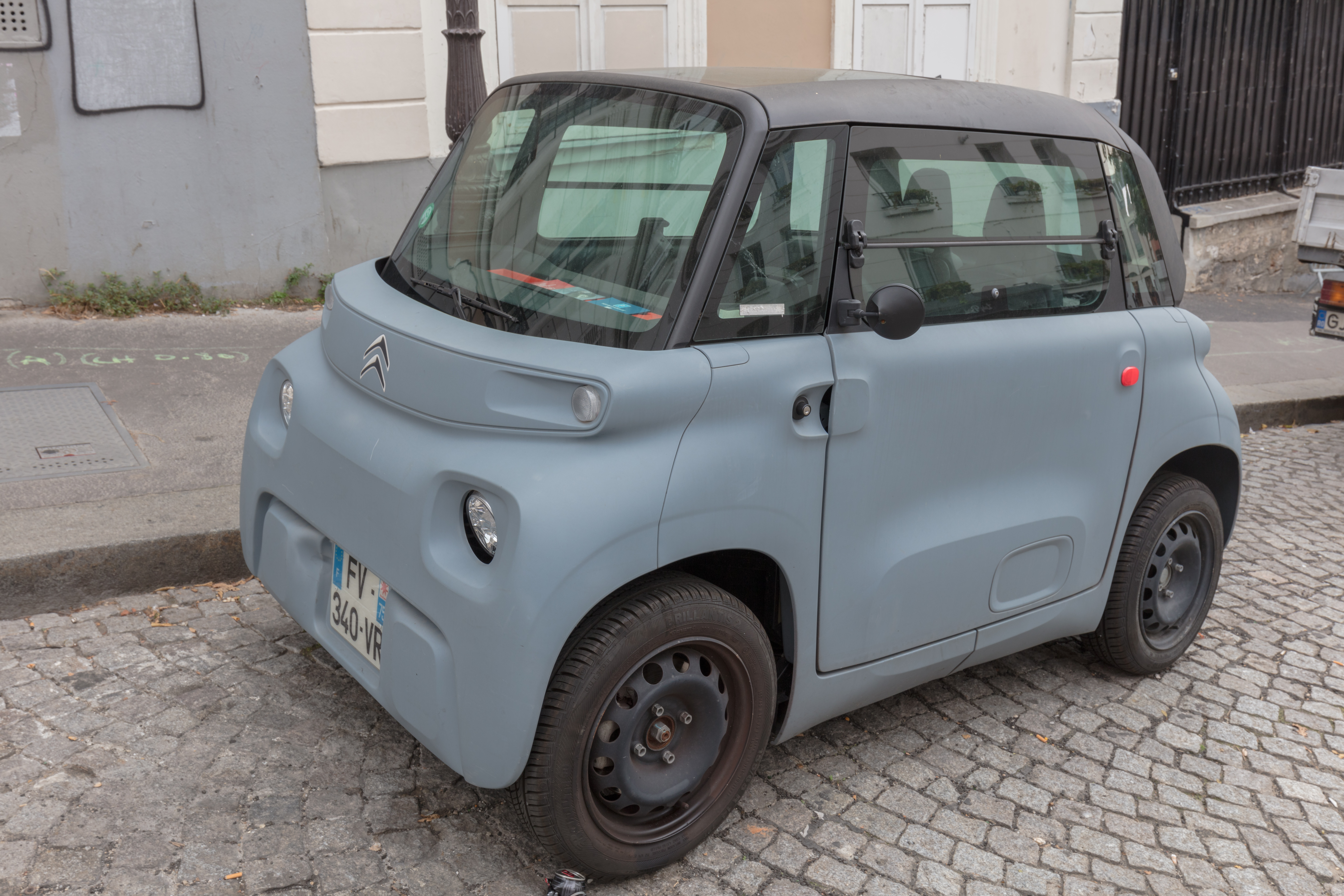
Ami в базовій версії

Ami не може бути оснащений кондиціонером, інтегрованою аудіосистемою або подушками безпеки.

### Ami

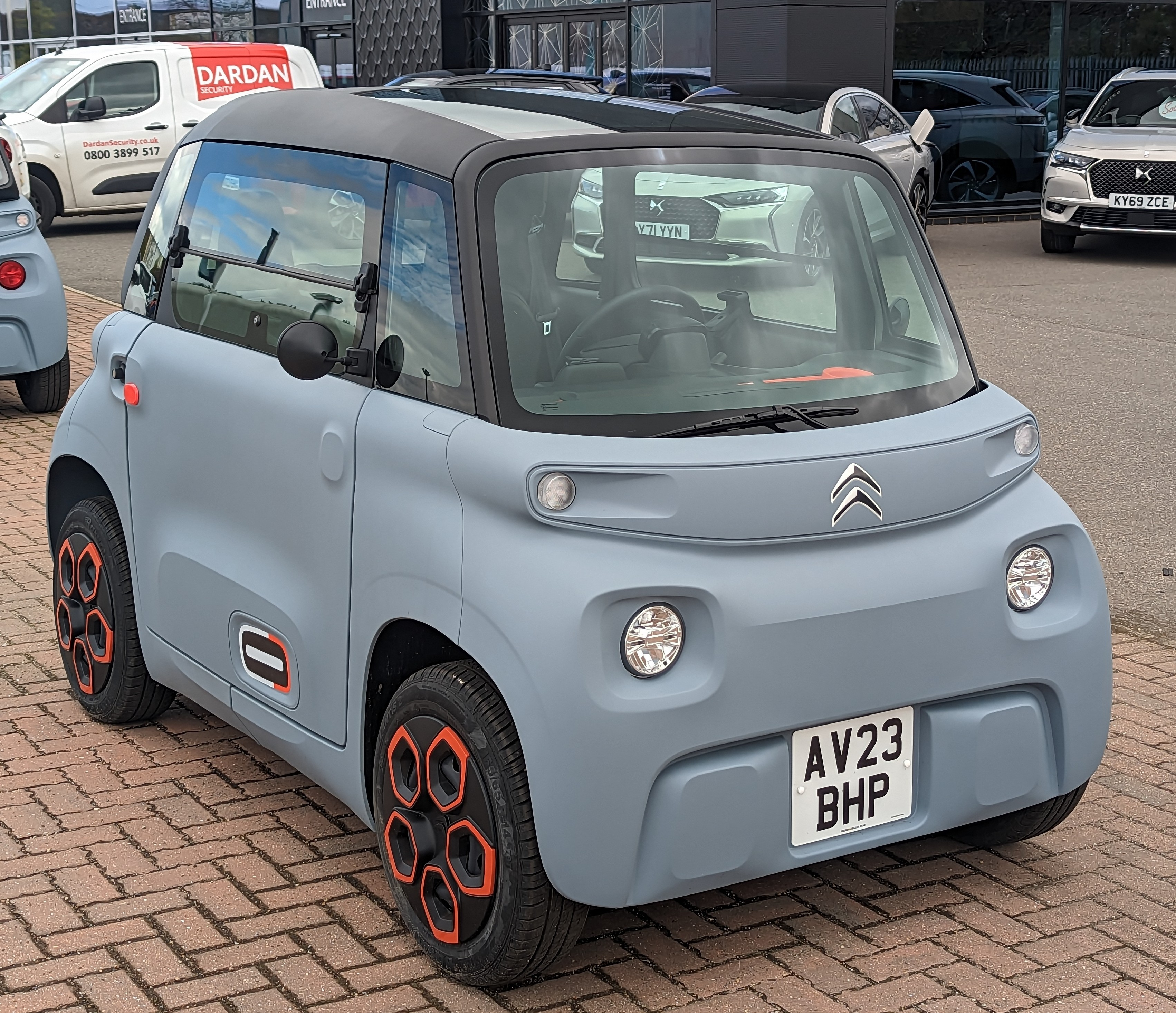
Ami з пакетом Orange

Панорамний дах, система опалення.

### My Ami (Ami +)
Чотири декоративні пакети для коліс, панелей задньої чверті та порогів: помаранчевий, хакі, сірий, синій. Сітка для центральної перегородки, дверна сітка, килимки, відсік для зберігання на приладовій панелі, гачок для сумки, затискач для смартфона, Bluetooth-ключ, USB-порт.
Для My Ami доступні два візуальні стилі (так звані «атмосфери»). «Pop» зі спортивним виглядом, помаранчевими елементами та заднім спойлером, і “Vibe” з «авантюрним» виглядом, рейлінгами на даху та пластиковими колісними арками.
У травні 2024 року версії Pop і Tonic були зняті з виробництва, а на зміну їм прийшла єдина нова атмосфера Peps.

## Спеціальні серії

### My Ami Buggy
Перша серія, випущена в червні 2022 року, обмежена 50 одиницями за ціною 9 790 євро без урахування екологічного бонусу, розпродана за 17 хвилин і 28 секунд на сайті.

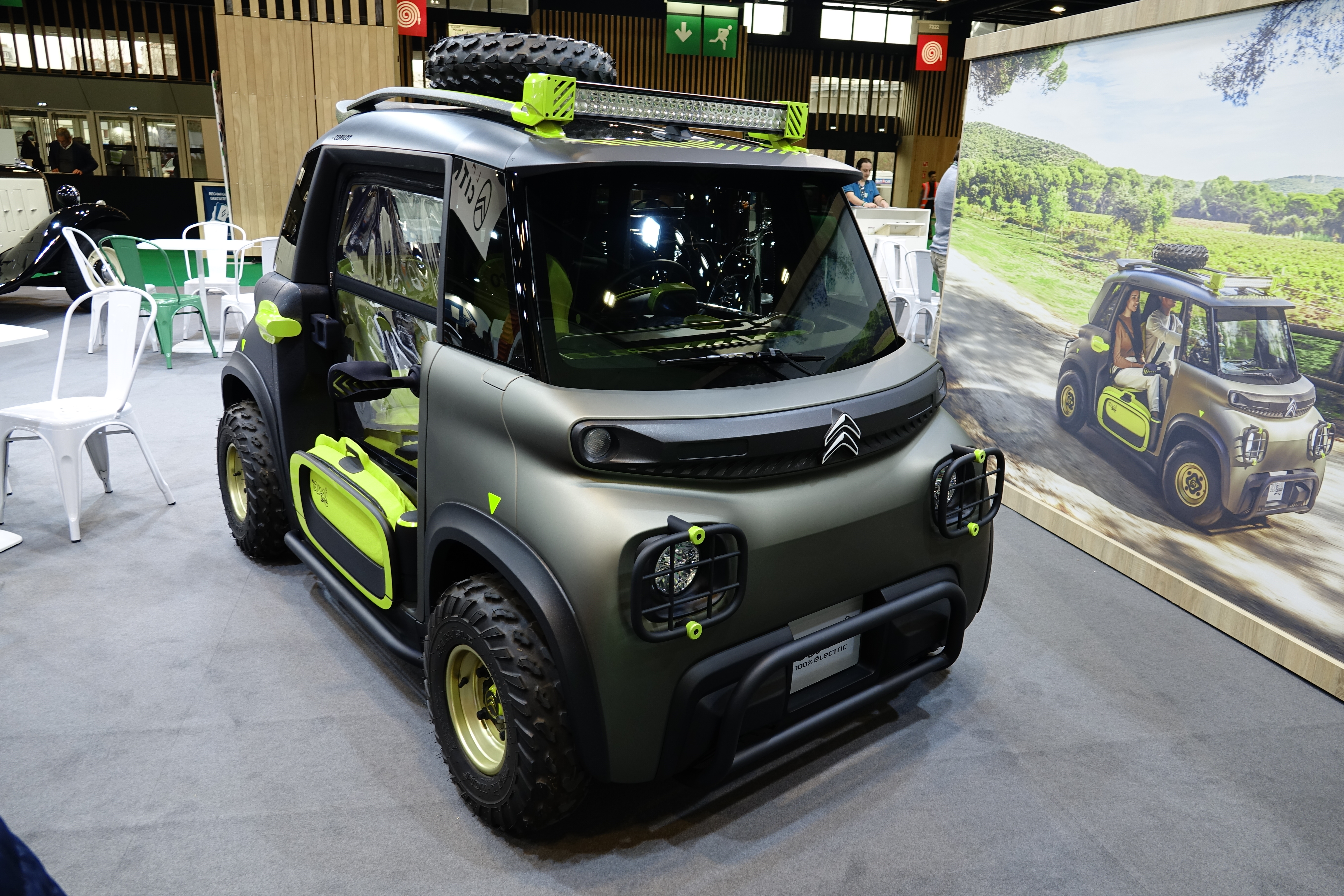
My Ami Buggy
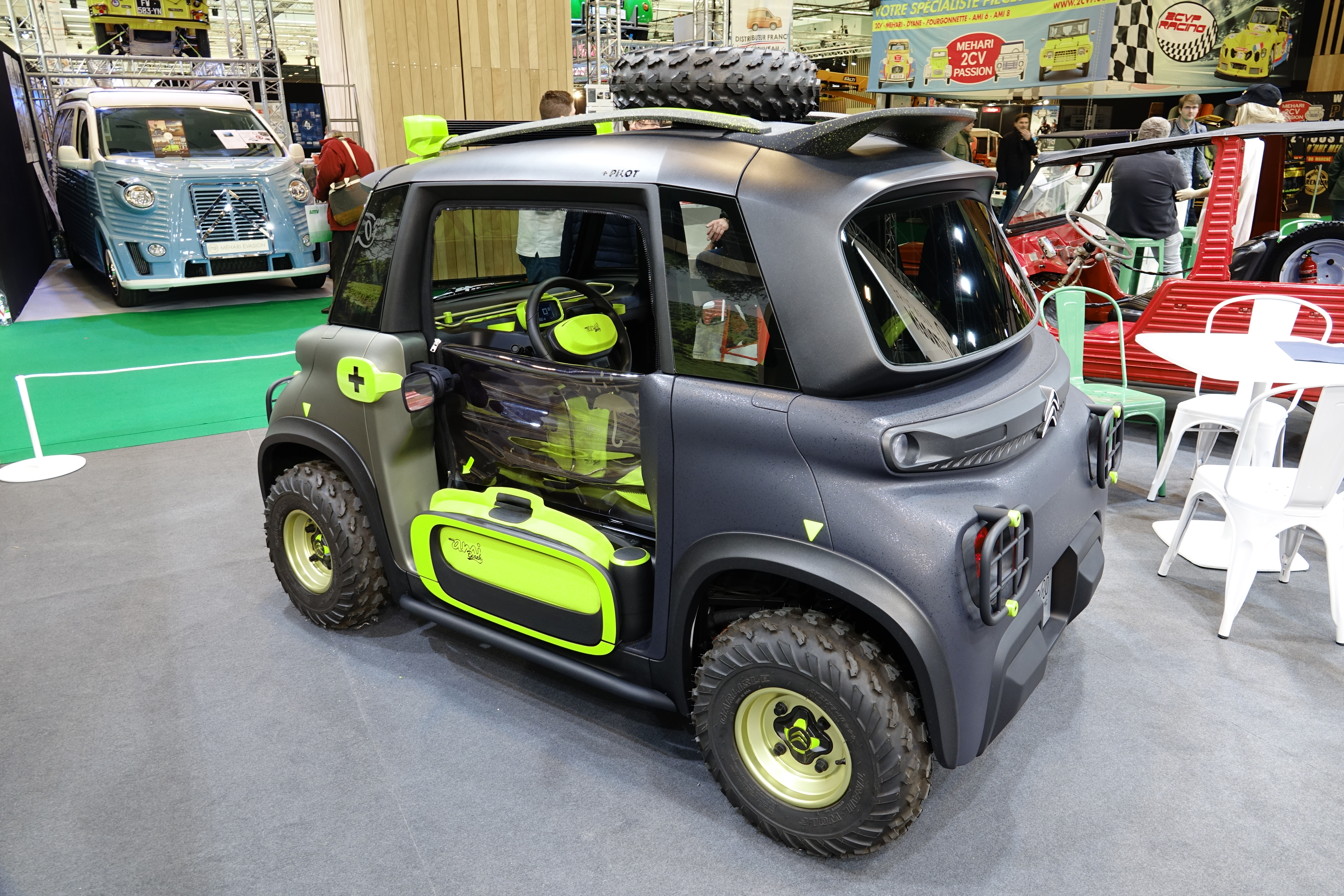
Вид ззаду
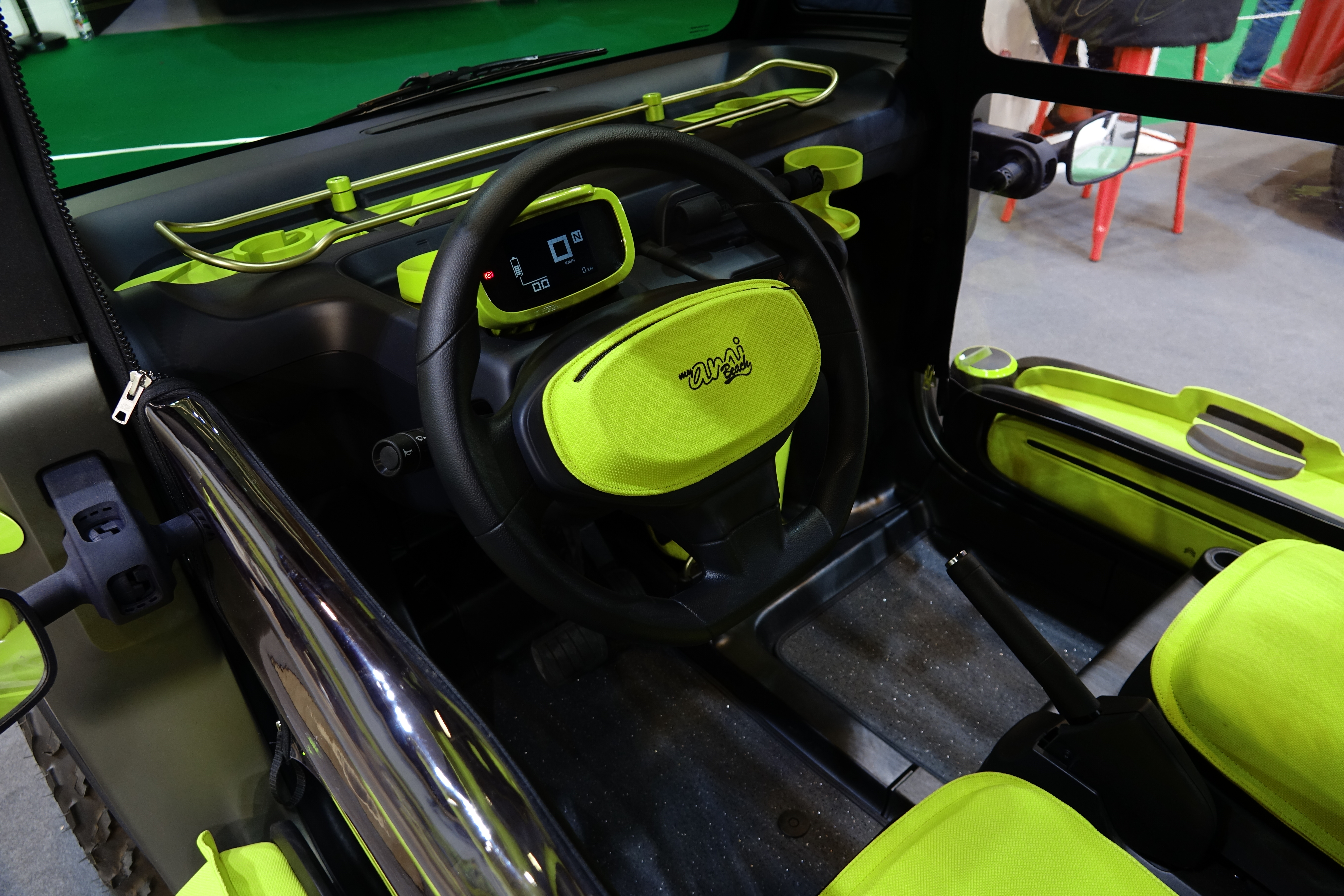
Інтер’єр

### My Ami Deezer
Випущений у листопаді 2022 року, пропонувався з підпискою на музичну стрімінгову платформу Deezer, обмежений до 2 000 одиниць.

### My Ami Buggy (2 серія)
Друга серія, випущена в березні 2023 року, обмежена тиражем 1 000 екземплярів. 800 одиниць, запропонованих для продажу онлайн, були розпродані за 10 годин.

### Caselani Type-Ami
У 2025 році на виставці Rétromobile італійський автобудівник Фабріціо Казелані та його дизайнер Девід Обендорфер представили модель, натхненну Citroën Type H.

### My Ami For All
Модель, призначена для людей з інвалідністю. Надає допомогу при пересадці з інвалідного візка в автомобіль, завантаженні інвалідного візка в автомобіль або зовні, якщо є 2 пасажири, а також допомогу при водінні.

## Концепти

### Концепт Ami One (2019)
Прототип квадроцикла під назвою Citroën Ami One був представлений у березні 2019 року на Женевському автосалоні.  
Модель вийшла дуже незвичайною: вона має абсолютно ідентичні передню і задню частини, а також однакові пасажирські та водійські дверцята (останні через це закріплені ззаду і відчиняються назад, а не вперед). 
Дах моделі зсувний. Інтер'єр моделі також незвичайний: над прямокутним кермом, званим Drive-Pod, розташований відсік для смартфона, а праворуч від нього - перемикач режиму руху (вперед, назад і нейтраль). 

На дверях ручки виконані у вигляді петель із ПВХ.

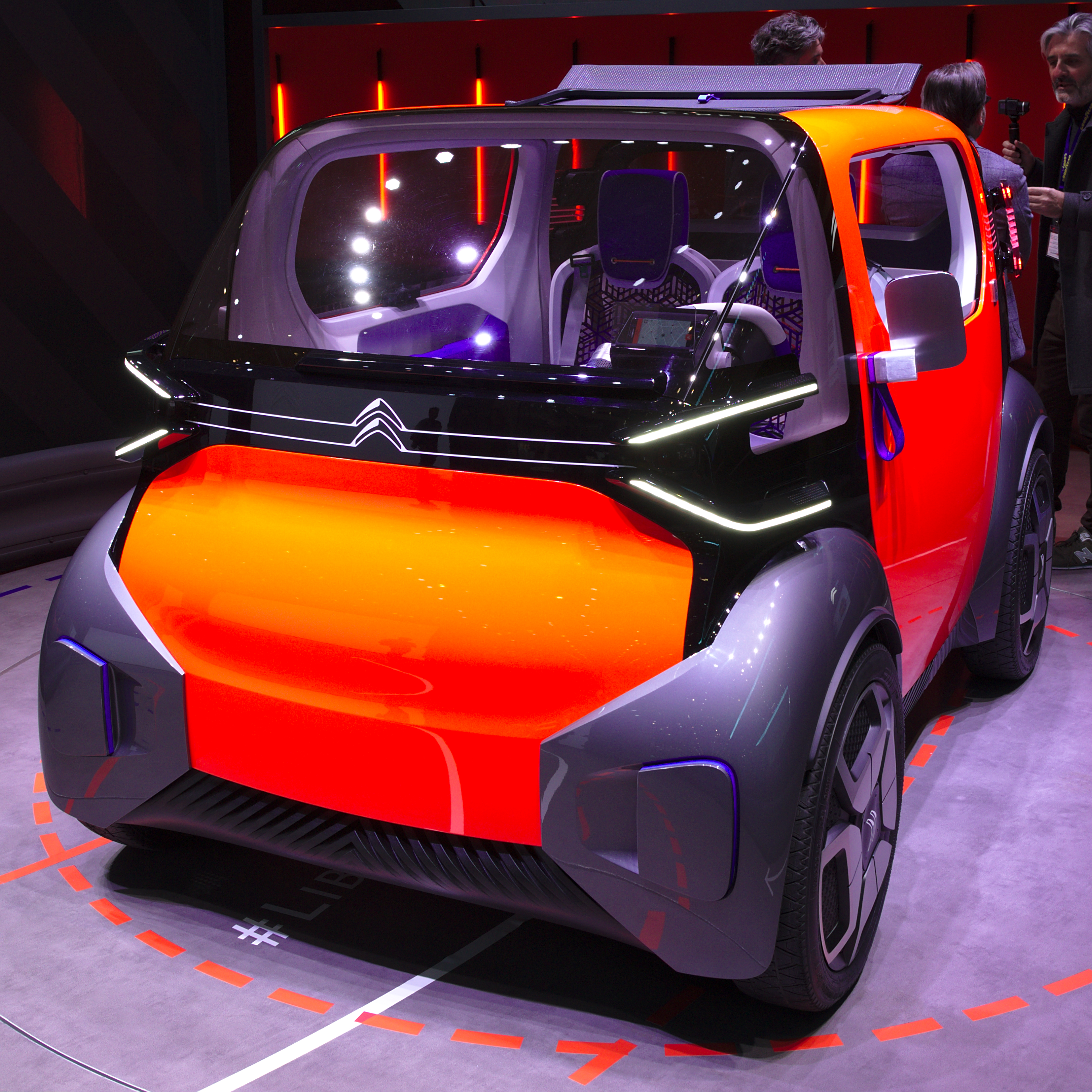
Ami One
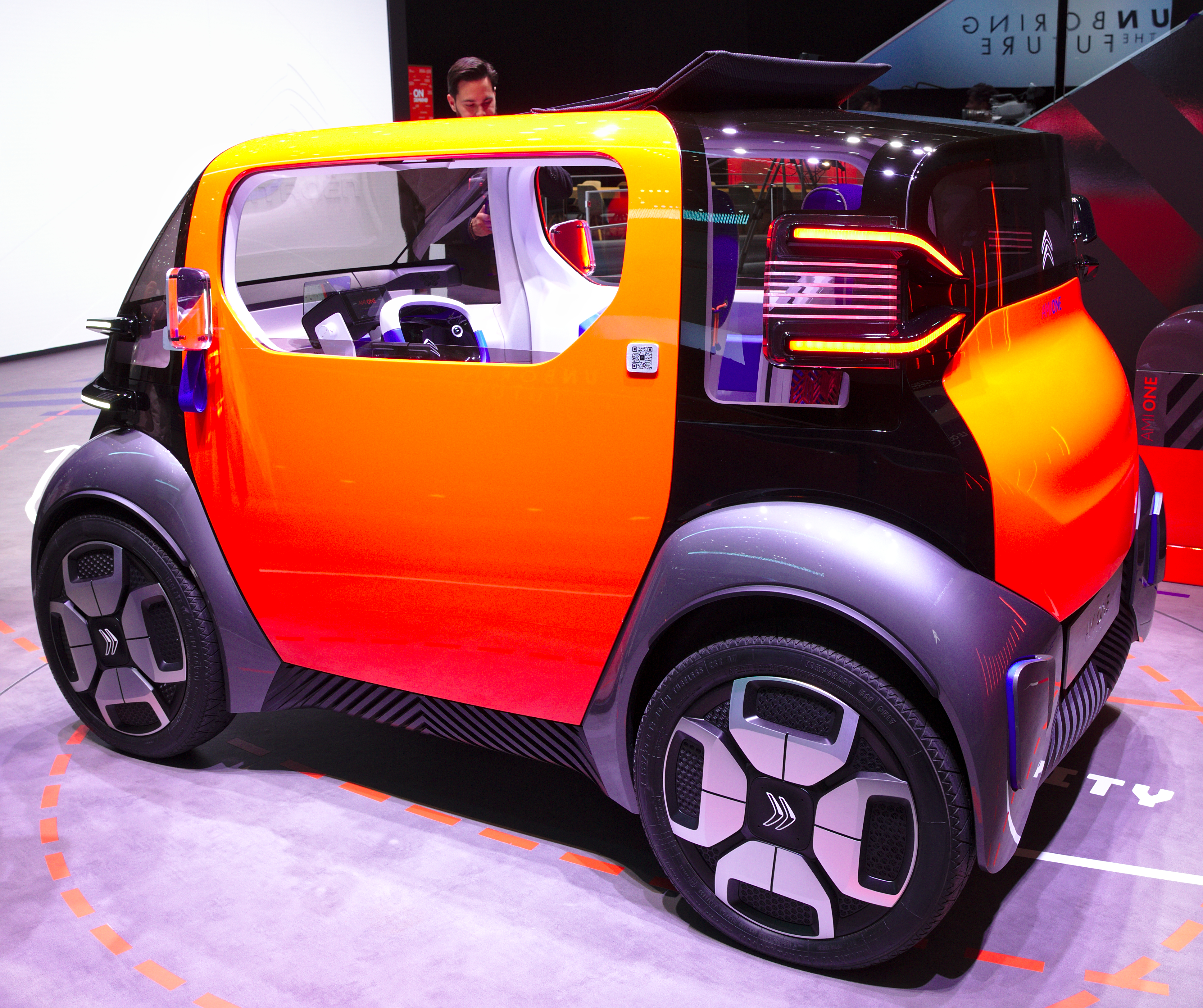
Вид ззаду

### Opel Rocks E-xtreme
Після конкурсу дизайну в 2022 році Opel випустив шоу-кар позашляхової версії Rocks наступного року, який отримав назву Opel Rocks E-xtreme

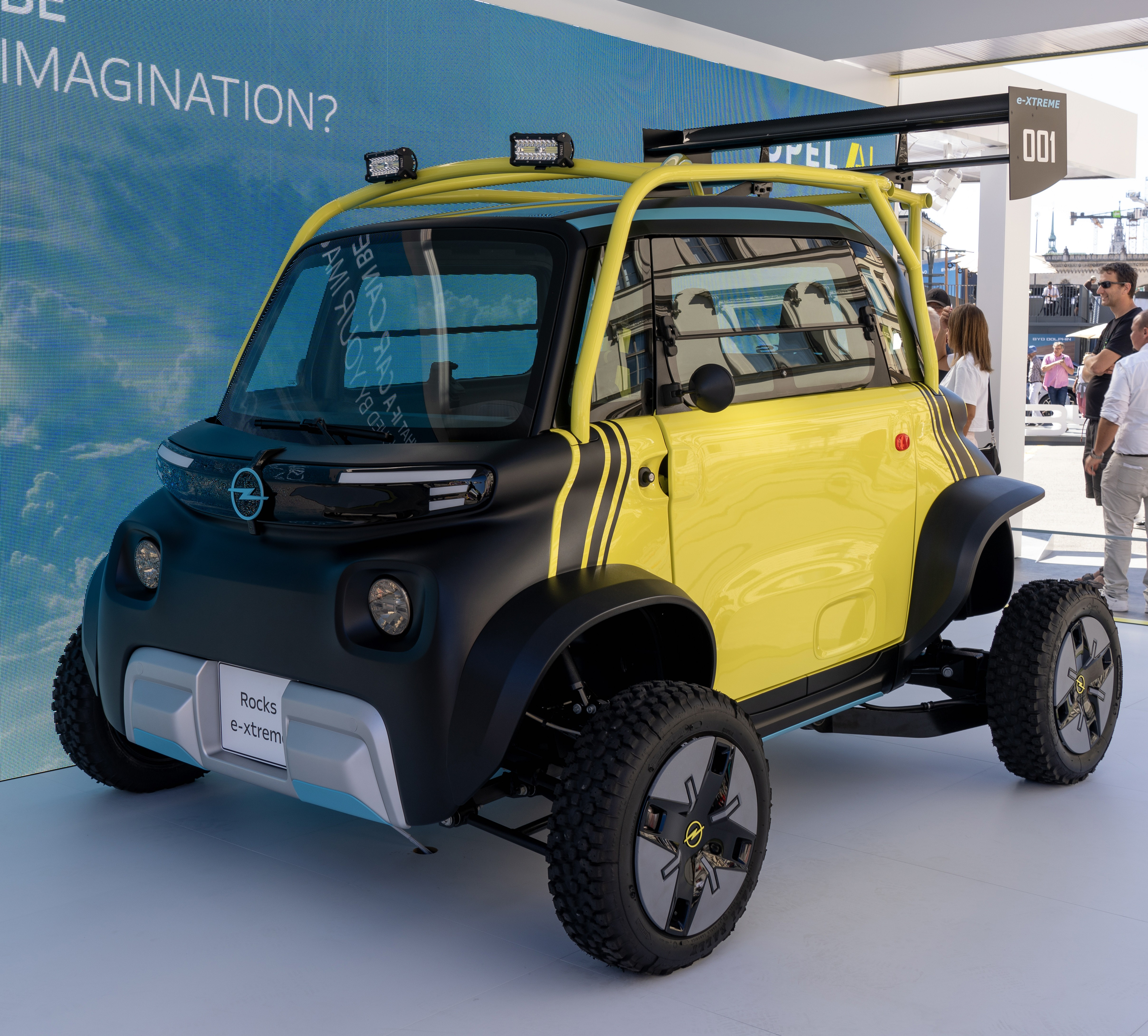
Opel Rocks E-xtreme
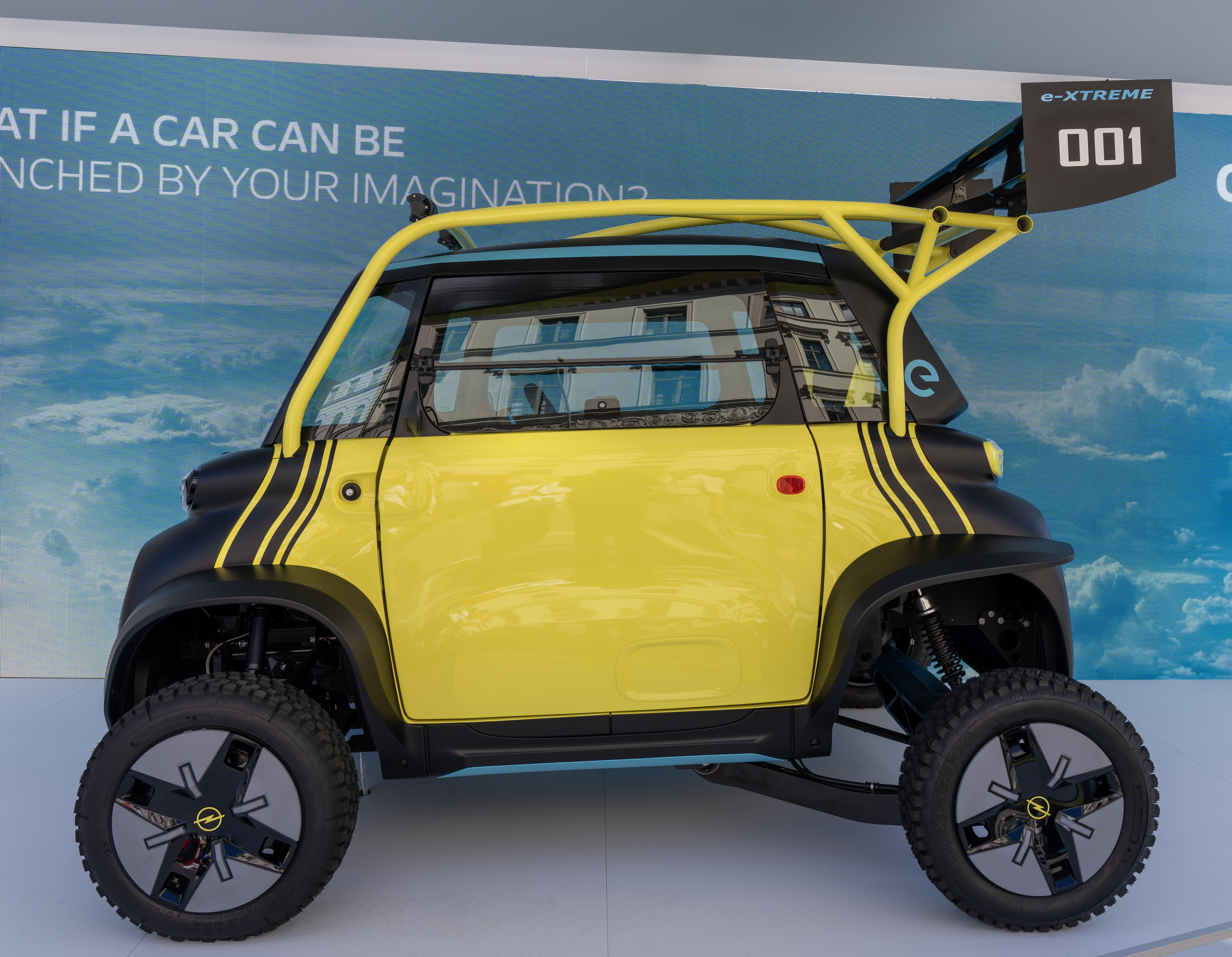
Вид збоку
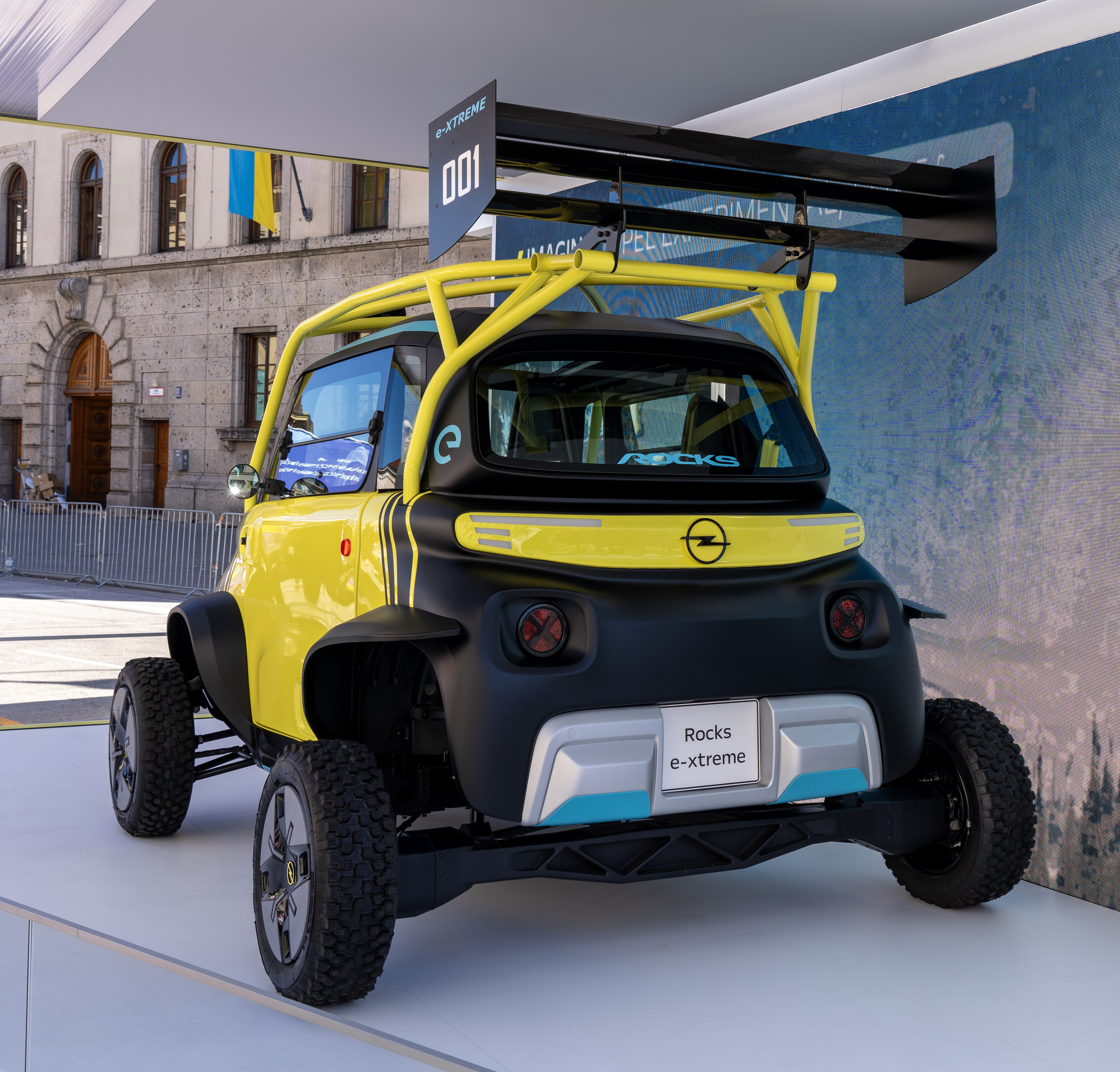
Вид ззаду

### Citroën Ami Buggy Vision
Концепт-кар Citroën Ami Buggy Vision був представлений на Паризькому автосалоні 2024 року, провіщаючи рестайлінгову версію Ami.

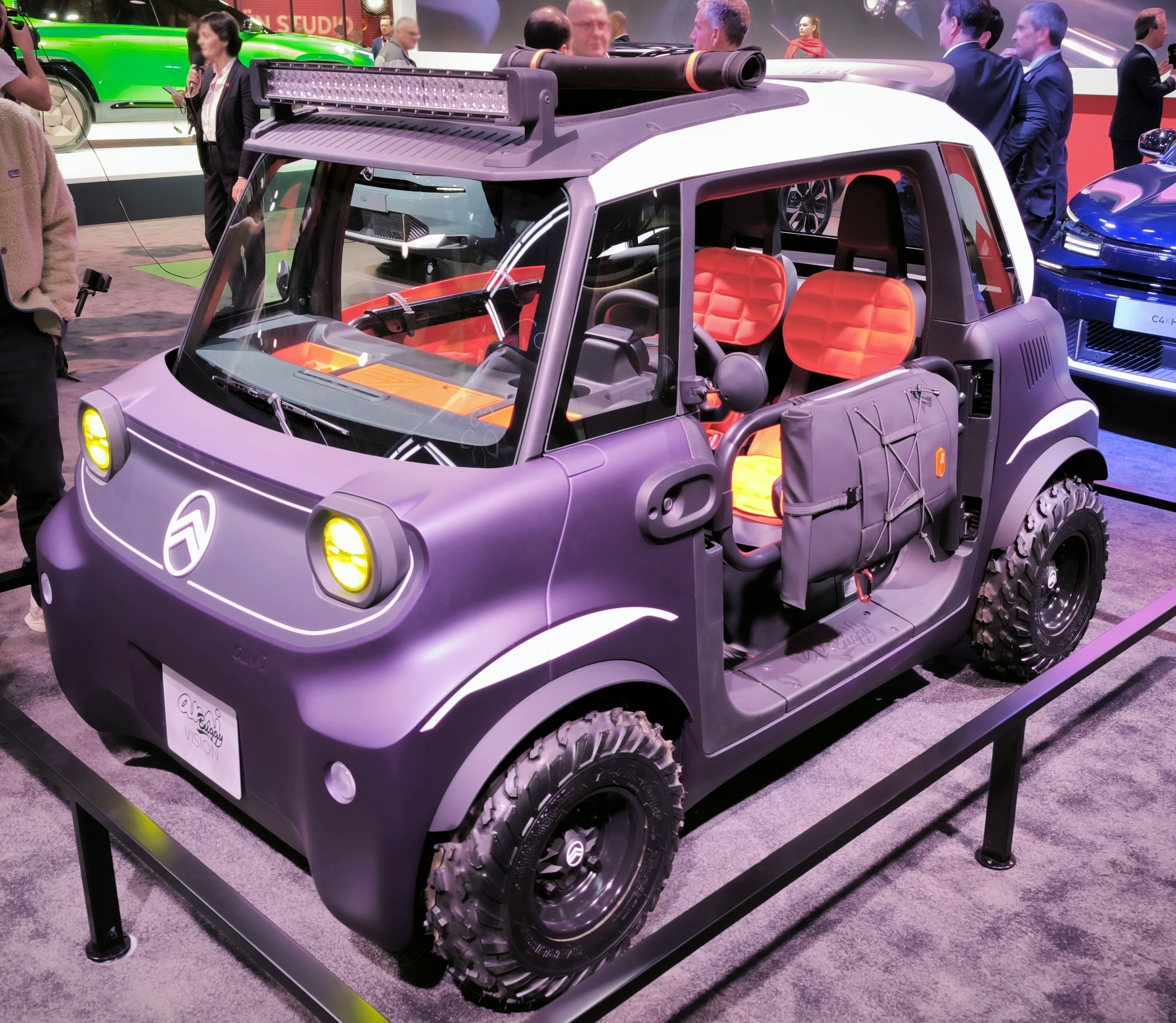
Ami Buggy Vision
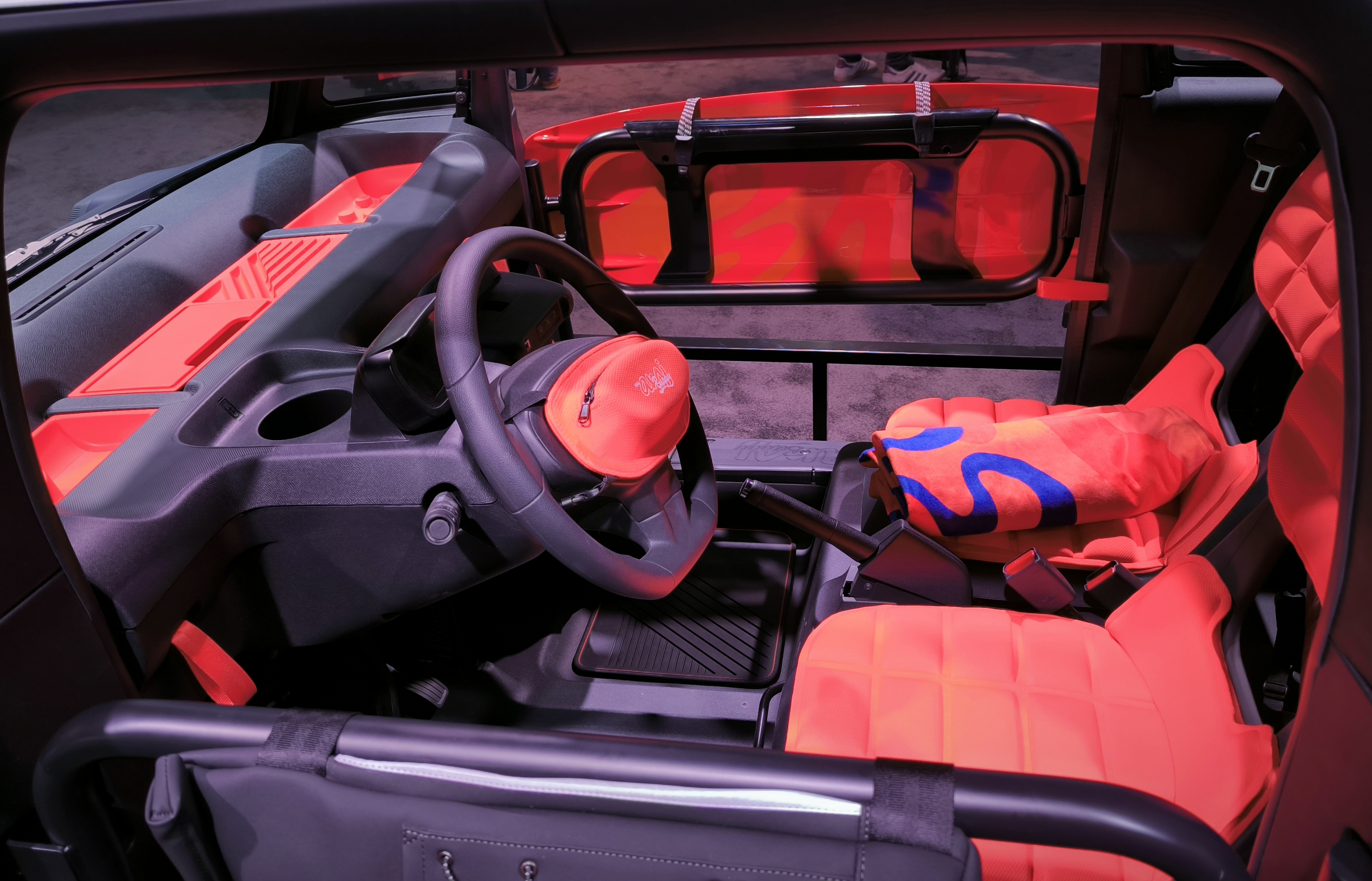
Інтер’єр
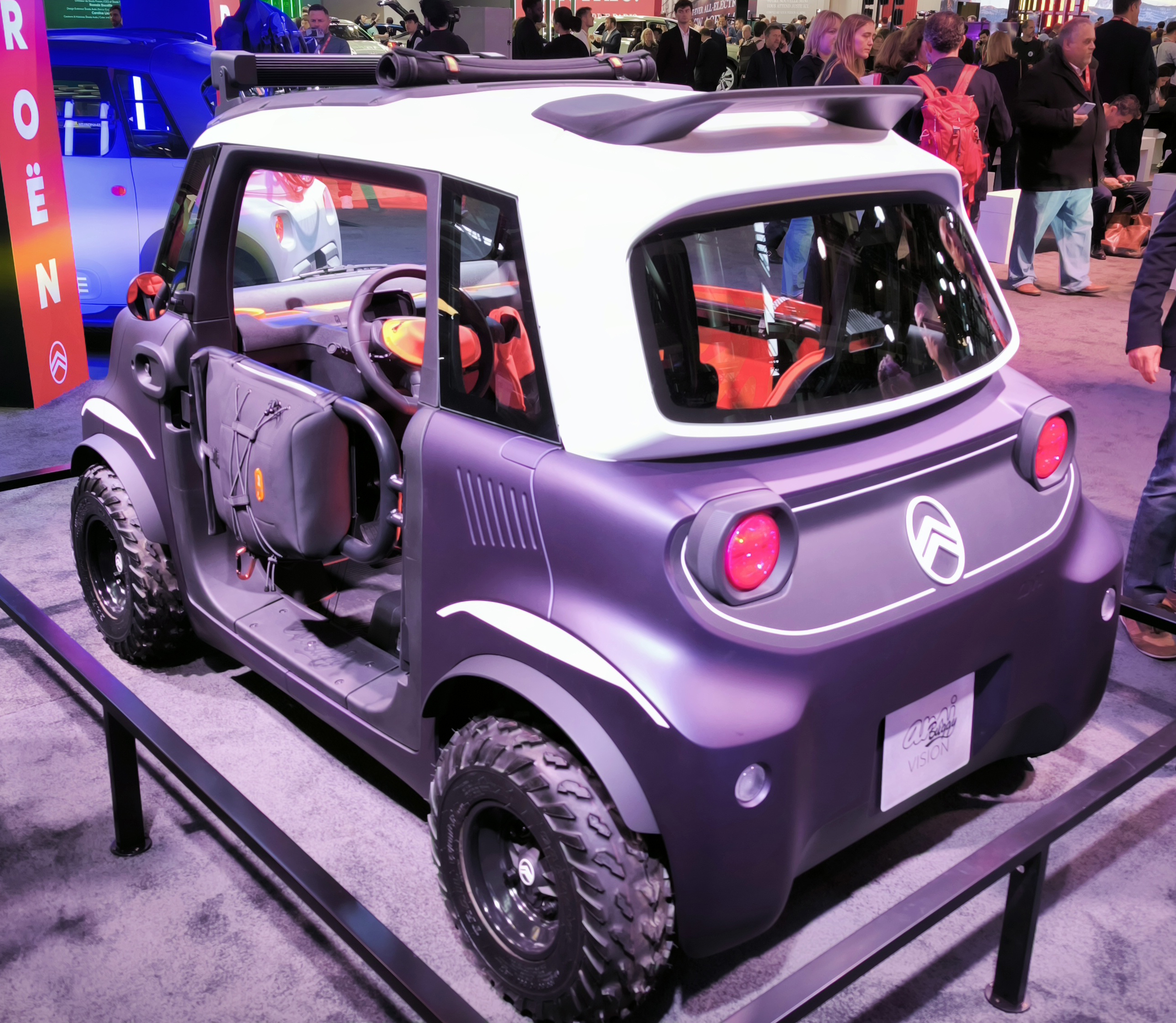
Вид ззаду

## Суперечки

### Суперечка з Італією
У травні 2024 року італійська митниця заблокувала партію з 134 автомобілів Fiat Topolino у порту Ліворно, Тоскана, через наклейки з італійським прапором на дверях, незважаючи на те, що вони були виготовлені в Кенітрі, Марокко. 
Проти Stellantis було розпочато розслідування, в якому наклейки були визнані порушенням фінансового закону 2004 року, який визначає як незаконний "збут продукції з неправдивими та оманливими вказівками на походження". 
Представник Stellantis заявив, що компанія "діяла у повній відповідності до правил, прозоро повідомляючи про країну виробництва Topolino, без жодного наміру вводити в оману споживачів" і що "наклейка, про яку йдеться, мала на меті виключно вказати на підприємницьке походження продукту". 
Stellantis погодився зняти наклейки, щоб врегулювати ситуацію.

## Виробництво
У Франції Citroën зареєструє 5 949 Ami у 2021 році, що становить 22,2% французького ринку квадроциклів.
За даними Citroën, Ami в основному купують сім'ї з двома дітьми-підлітками, а 40% користувачів молодше 18 років. 
Підлітки із заможних родин є основною цільовою аудиторією автомобіля, наприклад, місто Довіль має найбільшу кількість автомобілів Citroën Ami на одного мешканця.
З моменту запуску до липня 2022 року Citroën отримав понад 23 000 замовлень на Ami на всіх ринках, де він продається. Понад 13 300 замовлень було розміщено у Франції, де 83% клієнтів є приватними особами, а 17% - юридичними. 
В Італії було отримано понад 6 700 замовлень, 94% з них - від приватних клієнтів. Citroën оголосив, що 780 замовлень було отримано для Іспанії, 724 - для Бельгії та 476 - для Португалії. 
641 Ami також призначався для юридичних осіб в Греції та Туреччині, а 2 000 попередніх замовлень було прийнято у Великобританії.
У травні 2024 року Citroën оголосив, що подолав позначку в 50 000 клієнтів.